# Єрусалим
Аль-Кудс перенаправлено сюди. Для інших значень див. Аль-Кудс (значення).
Єрусали́м (івр. יְרוּשָׁלַיִם Єрушала́їм; араб. القدس аль-Кудс) — стародавнє близькосхідне місто, розташоване на вододілі між Середземним та Мертвим морями, на висоті 650—840 м, одне з найдавніших міст світу, центр трьох релігій — юдаїзму, християнства й ісламу, столиця стародавнього Юдейського царства. Історично є в коліні Юди. Місто було засноване понад 3700 років до н. е. і зараз його архітектура є сумішшю пам'яток історії різних культур і народів.
Ізраїль та Палестинська автономія офіційно вважають Єрусалим своєю столицею й не визнають таке право за іншою стороною, хоча ізраїльський суверенітет над східною частиною міста не визнаний ні ООН, ні значною частиною міжнародної спільноти. У Єрусалимі перебувають всі урядові заклади Ізраїлю. Населення: майже 920 тис. осіб, переважно євреї та араби (2018).

## Історія

### Заснування та давня історія

Ізраїльське та Юдейське царства станом на 830 до н. е.

За релігійними текстами, зокрема Торою, на місці сучасного Єрусалима, за часів життя Авраама існувало місто Салим (назва від присутнього в тій місцевості культу бога Салима), де царював цар іменуючись Мелхіседеком.
Єврейська традиція приписує походження назви Єрусалима царю Давиду (роки життя: кін. 11 ст. — бл. 950 до н. е.). За єврейською традицією, 12–11 ст. до н. е. були в історії євреїв періодом, коли єврейські племена після виходу з Єгипту завоювали південну частину Ханаану (стародавня назва території Палестини, Сирії та Фінікії). Тоді Єрусалим мав назву Ієвус і був центром одного з ханаанських племен — євусеїв. 1000 до н. е. Ієвус захопив і проголосив столицею своєї держави цар Давид. Серед причин, які спонукали Давида зробити Єрусалим столицею, історики виділяють перш за все вигідне (у контексті планів царя — об'єднати всі єврейські племена в одній державі) географічне розташування міста — на межі розселення кількох єврейських племен. Давид побудував у Єрусалимі скинію, де зберігалися священні реліквії юдаїзму — Ковчег Завіту та Менора (семисвічник). На справжню столицю Ізраїльсько-Юдейського царства Єрусалим перетворив цар Соломон (правив 967—928 до н. е.; 967—965 до н. е. разом зі своїм батьком — Давидом). Він побудував 1-й храм в Єрусалимі (Перша книга царів 6:1–18, 7:1–51). Після смерті Соломона царство розпалося на Ізраїльське царство та Юдейське царство (столицею останнього залишився Єрусалим).
У 701 році до н. е. Єрусалим намагалися завоювати ассирійці, але не змогли. У 586 до н. е. місто було захоплене вавилонським царем Навуходоносором II, храм був зруйнований, а всіх мешканців забрали до Вавилонії (вавилонський полон). Після завоювання Вавилонії персами цар Кір II дозволив євреям повернутися до міста. Протягом 520—515 до н. е. вони побудували в Єрусалимі 2-й храм, який символізував початок нової епохи в єврейській історії.

### Античний період

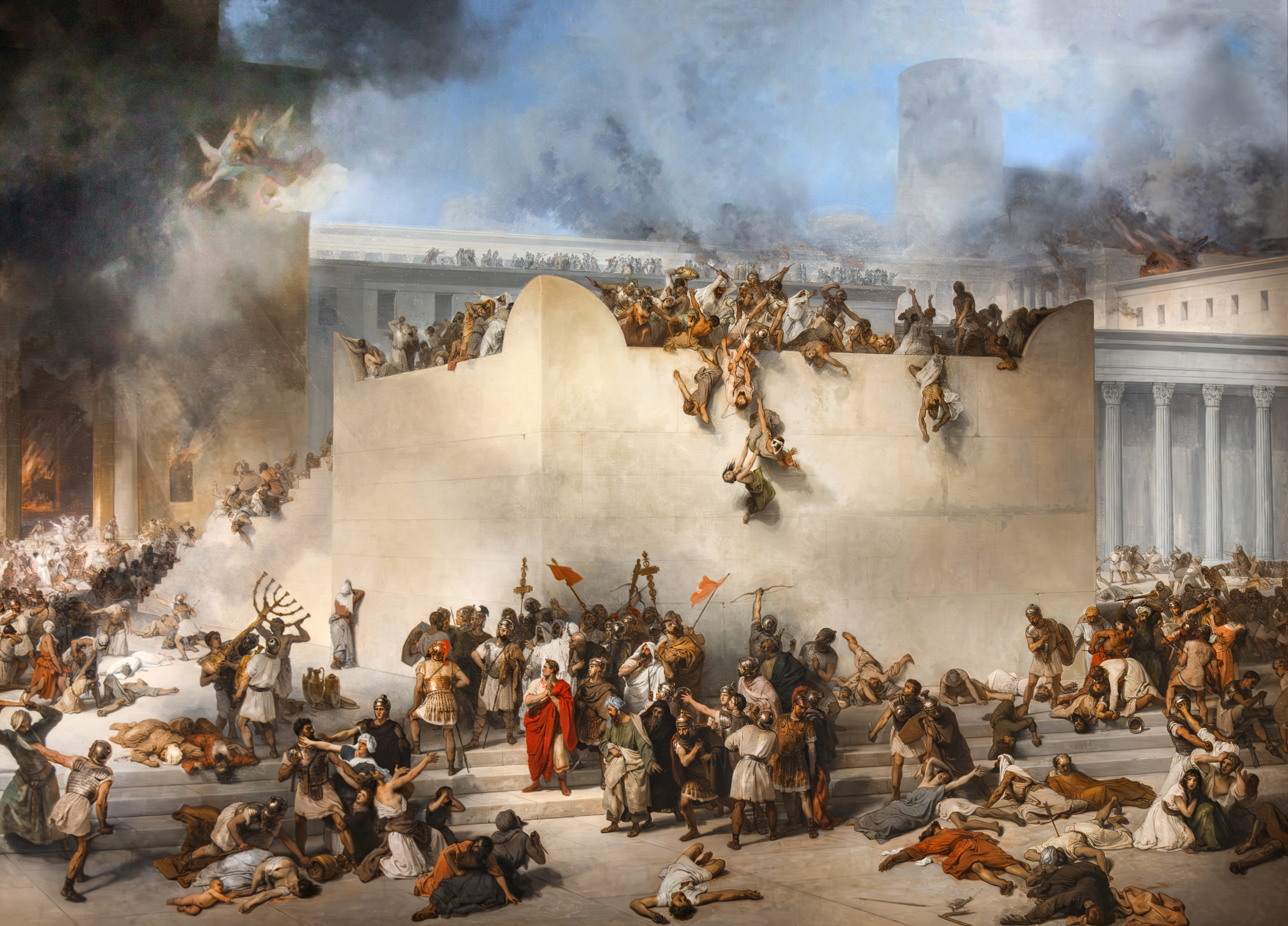
Картина Франческо Айєца «Руйнування Єрусалимського Храму».

У 332 до н. е. в Єрусалим увійшов Александр Македонський, а після його смерті (323 до н. е.) місто більше ніж на сто років стало частиною держави Птолемеїв (царська династія в Єгипті 305–30 до н. е.). У 198 році до н. е. Єрусалим перейшов під контроль Селевкідів (династія, яка правила в державі Селевкідів). Політика еллінізації, яку проводили Селевкіди, спричинила повстання хасмонеїв. У 164–63 рр. до н. е. місто — столиця Хасмонейського царства. У 63 до н. е. Єрусалим був взятий військами римського полководця Гнея Помпея й став адм. центром римського протекторату.

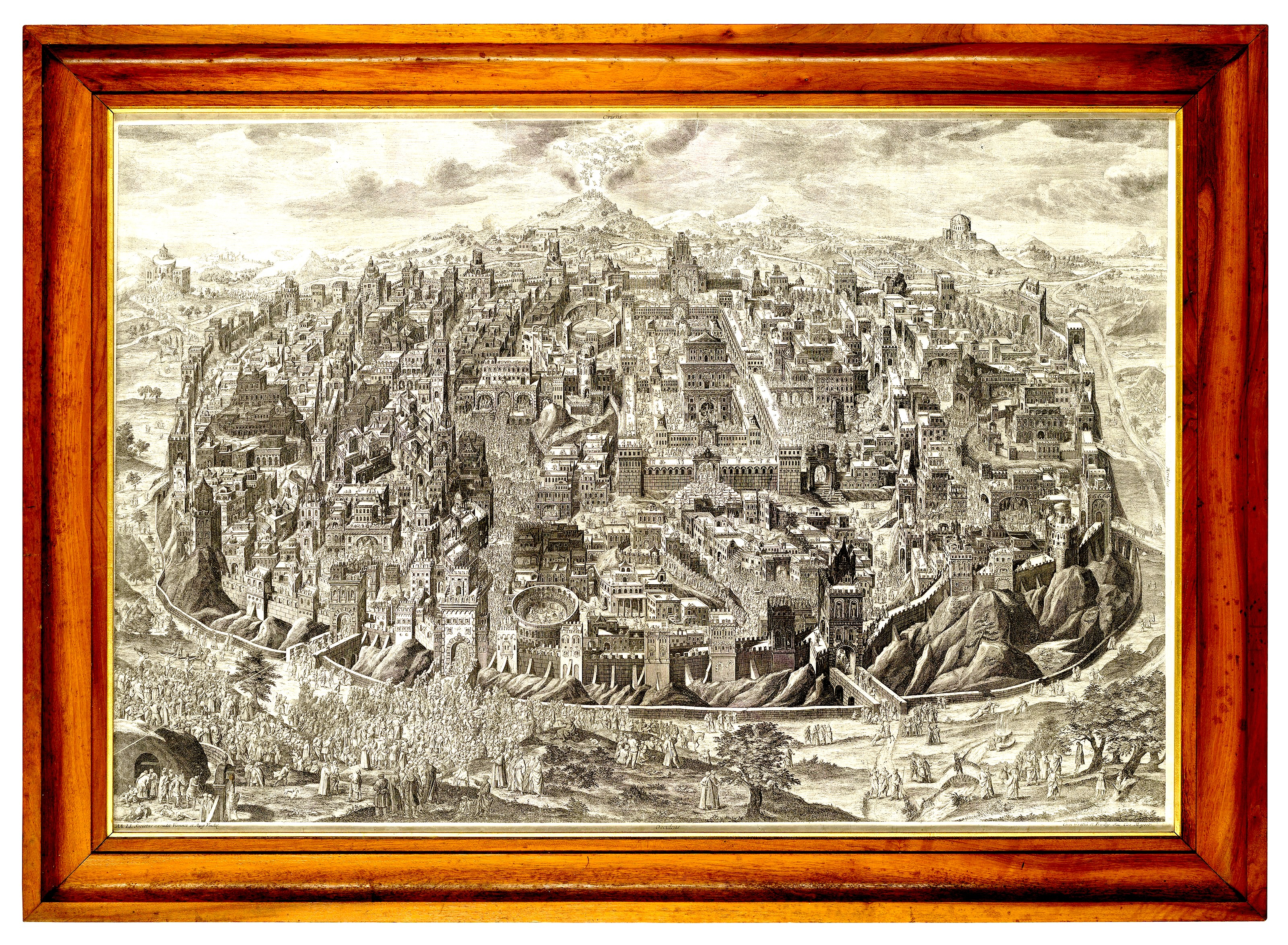
Єрусалим часів Ісуса Христа

За текстом Євангелія від Луки, напередодні святкування єврейської Пасхи близько 30 р. до Єрусалима в'їхав на осляті Єгошуа Назарей (Ісус Христос). Як свідчать тексти Євангелій, народ міста вітав Ісуса Христа, устилаючи йому дорогу пальмовими гілками. У п'ятницю перед Пасхою, як написано в Євангеліє від Іоанна (19 : 14), за наказом прокуратора Юдеї Понтія Пілата римські солдати розіп'яли Ісуса Христа на околиці міста.
У 2-й пол. 1 ст. невдоволення римськими порядками вилилося у повстання (1-ша Юдейська війна 66–73 рр.), яке призвело до цілковитого розгрому міста військами Тита Флавія у 70 р. Місто й Храм були зруйновані (зберігся лише фрагмент західного підпорного муру, відомий як Котель/Стіна або Стіна плачу — нині найбільша релігійна та національна святиня євреїв), населення або знищене, або взяте в рабство. В єврейській традиції ці події називаються закінченням епохи Другого храму. Через 60 років імператор Адріан вирішив збудувати на руїнах нову колонію — Елія Капітоліна. Це стало причиною повстання Бар-Кохби (Друга Юдейська війна 132—135), яке закінчилося виселенням євреїв та забороною їм селитися в місті.
У 324 Єрусалим захопив імператор Костянтин I Великий. За пізнішими переказами, у 325 році, імператриця Олена, мати Костянтина — знайшла печеру, у якій свого часу перебувало тіло Ісуса Христа, та хрест, на якому Він був розп'ятий, і побудувала на цьому місці церкву Гробу Господнього, яка є найдорожчою християнською святинею в Ерец-Ісраель. Кожного року до Гробу Господнього у Велику (Страсну) Суботу напередодні Пасхи наче сходить Благодатний вогонь (світло небесне).
За часів імператора Юліана Відступника (361—363) євреям було дозволено оселитися в місті.

### Середньовіччя і Новий час
614 року візантійський Єрусалим захопили іранські війська в союзі із юдейськими повстанцями. Нападники здобули місто, вирізали багато християн, спалили церкви і вивезли частину християнських реліквій як трофеї.
638 року Єрусалим був завойований арабами. За часів правління династії Омеядів були побудовані мечеті: Куббат ас-Сахра (Купол Скелі, її часто помилково називають мечеттю Омара) та Аль-Акса (Найвіддаленіша мечеть), які є святинями для всіх мусульман.
1073 року турки-сельджуки захопили і зруйнували Єрусалим, вирізавши частину християнського і юдейського населення міста. 1077 року проти турецького панування спалахнуло повстання, яке завершилося поверненням спустошеного міста арабам в 1098 році.
У 1099 році учасники Першого хрестового походу захопили Єрусалим і знищили частину мусульманського населення. Місто стало столицею Єрусалимського королівства хрестоносців. У 1187 році, після нетривалої облоги, Єрусалим захопили війська єгипетського султана Салах ад-Діна (європейці називали його Саладіном). Всі церкви міста, крім храму Воскресіння, були звернені на мечеті. У 1229 році імператору Фрідріху II вдалося шляхом переговорів на короткий час повернути Єрусалим християнам, проте у 1244 році Єрусалим за згодою аюбідського султана Єгипту Ас-Саліха захопило військо хорезмійців.
У 1517 році Єрусалим був захоплений османами.
У 1850-ті роки виникають перші постійні поселення за межами стін Старого міста.

### Новітня доба

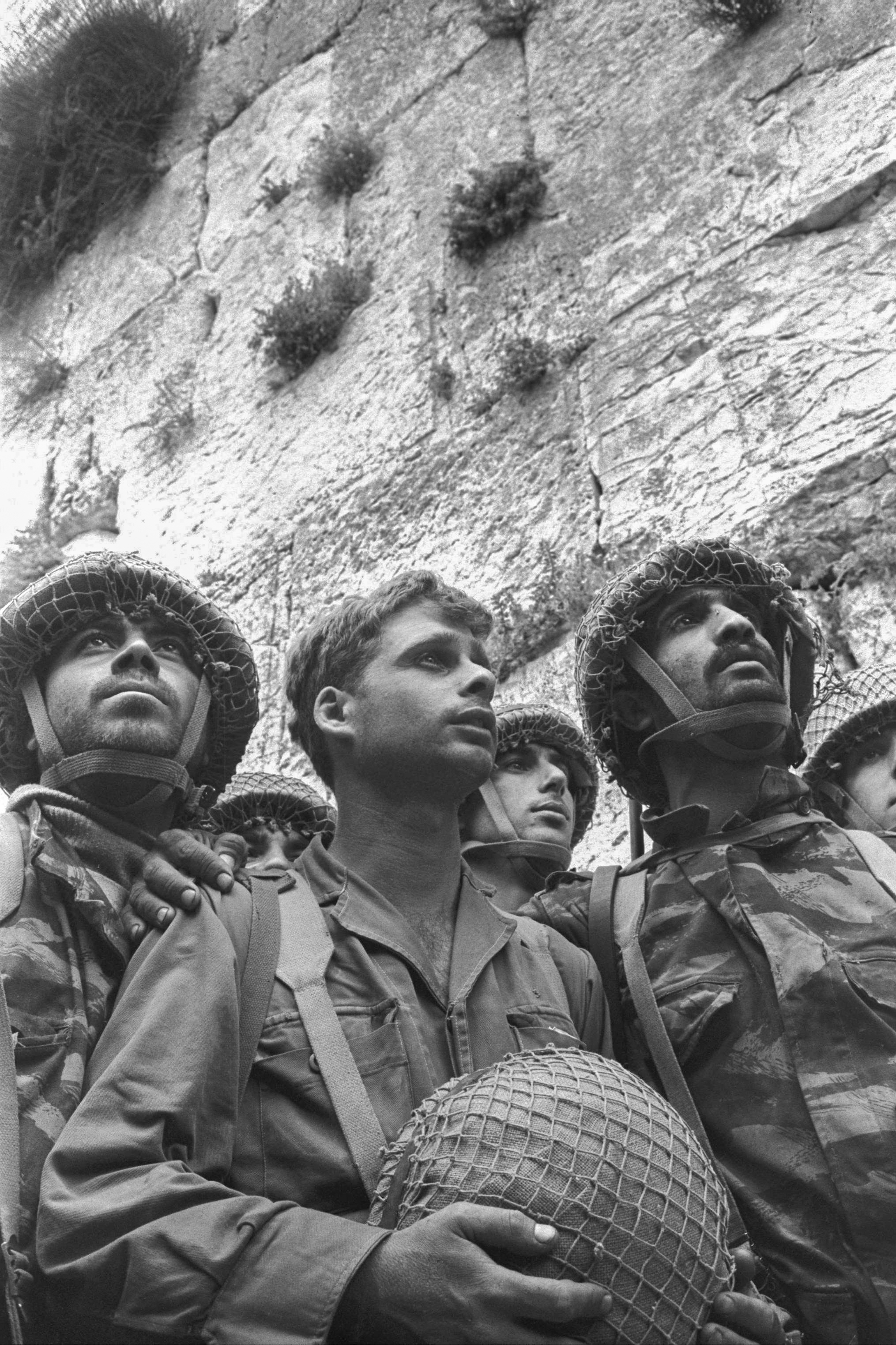
Ізраїльські солдати біля Стіни плачу після її захоплення в 1967 році

Після закінчення Першої світової війни у 1920 році Ліга Націй надала Великій Британії мандат на управління Палестиною. Адміністративним центром утворення став Єрусалим. Після закінчення Другої світової війни ситуація остаточно вийшла з-під контролю британців, що змусило Велику Британію звернутися в лютому 1947 до Організації Об'єднаних Націй з проханням розглянути палестинське питання.

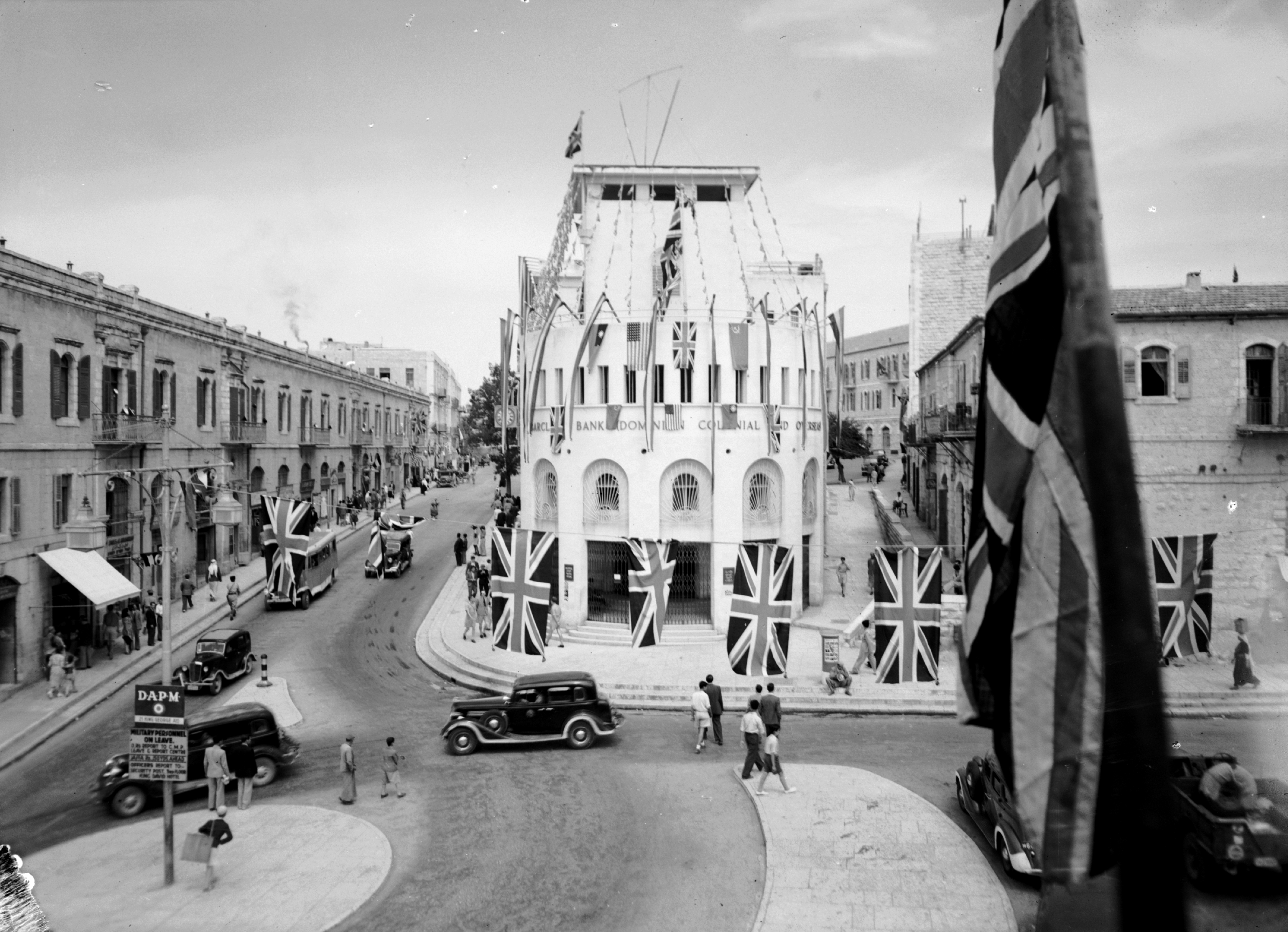
День Перемоги в Європі, 1945. Місто прикрашене британськими прапорами.

Ізраїль був утворений 14 травня 1948 на підставі резолюції № 181 Генеральної Асамблеї Організації Об'єднаних Націй від 29 листопада 1947 про скасування мандату на управління Палестиною й поділ її території на дві незалежні держави: єврейську й арабську. Єврейській державі відводилася територія в 14,1 тис. км² (56 % території колишньої Палестини), арабам — 11,1 тис. км² (43 %). Єрусалим визначили самостійною адміністративною одиницею з міжнародним статусом. Арабські держави не визнали цього рішення. 15 травня 1948 року війська Єгипту, Йорданії, Лівану, Сирії, Саудівської Аравії, Ємену й Іраку оголосили війну Ізраїлю. Розпочалася арабо-ізраїльська війна 1948–49, у ході якої Ізраїль приєднав 6,7 тис. км² території, призначеної для утворення арабської держави.
Під час боїв за Старе місто Єрусалима починаючи з 19 травня 1948 року, Арабський легіон, який очолював Джон Глабб повільно, але невпинно оволодівав територію Єврейського кварталу, одну за одною руйнуючи будівлі кварталу мінометами та артилерією і щоденно пропонуючи капітуляцію. Знищення синагоги Хурва підірвало дух захисників і вранці 28 травня Єврейський квартал капітулював. За умовами капітуляції 290 чоловіків, окрім важко поранених, взяли у полон. Важко поранених, старих, дітей і жінок, загалом близько 1200 осіб, супроводили до Сіонських воріт і відпустили у Західний Єрусалим.
До кінця 1948 року, коли бойові дії в районі вщухли, місто складалося з двох частин: Західний Єрусалим був під контролем Ізраїлю, а Східний Єрусалим, включаючи Старе місто — під контролем Йорданії (Трансйорданії).
13 грудня 1948 року Східний Єрусалим в складі Західного берега річки Йордан був анексований Трансйорданією.
У грудні 1949 року Прем'єр міністр Ізраїлю Давид Бен-Ґуріон оголосив «Єврейський Єрусалим» органічною і невід'ємною частиною держави Ізраїль і запропонував перенести столицю держави з Тель-Авіва до Єрусалиму, що і було зроблено.
В червні 1967-го року, під час Шестиденної війни Йорданія відступила із Західного берега річки Йордан, і східна частина Єрусалима перейшла під контроль Ізраїлю. 10 червня 1967 року, через три дні після взяття Старого міста під контрль збройними силами Ізраїля, за наказом мера Західного Єрусалиму Тедді Коллека в Старому місті армійськими бульдозерами було повністю знесено заснований в XII столітті Марокканський квартал. Підставою для знесення кварталу було бажання розширити вузький провулок, який утворили для доступу євреїв до Стіни плачу за наказом Сулеймана Пишного ще в XVI столітті і підготувати територію для публічного доступу великої кількості єврейських прочан, які прагнули там помолитися після 18-річного вигнання. Зараз на місці колишнього Марокканського кварталу знаходиться Площа Стіни плачу.

## Статус

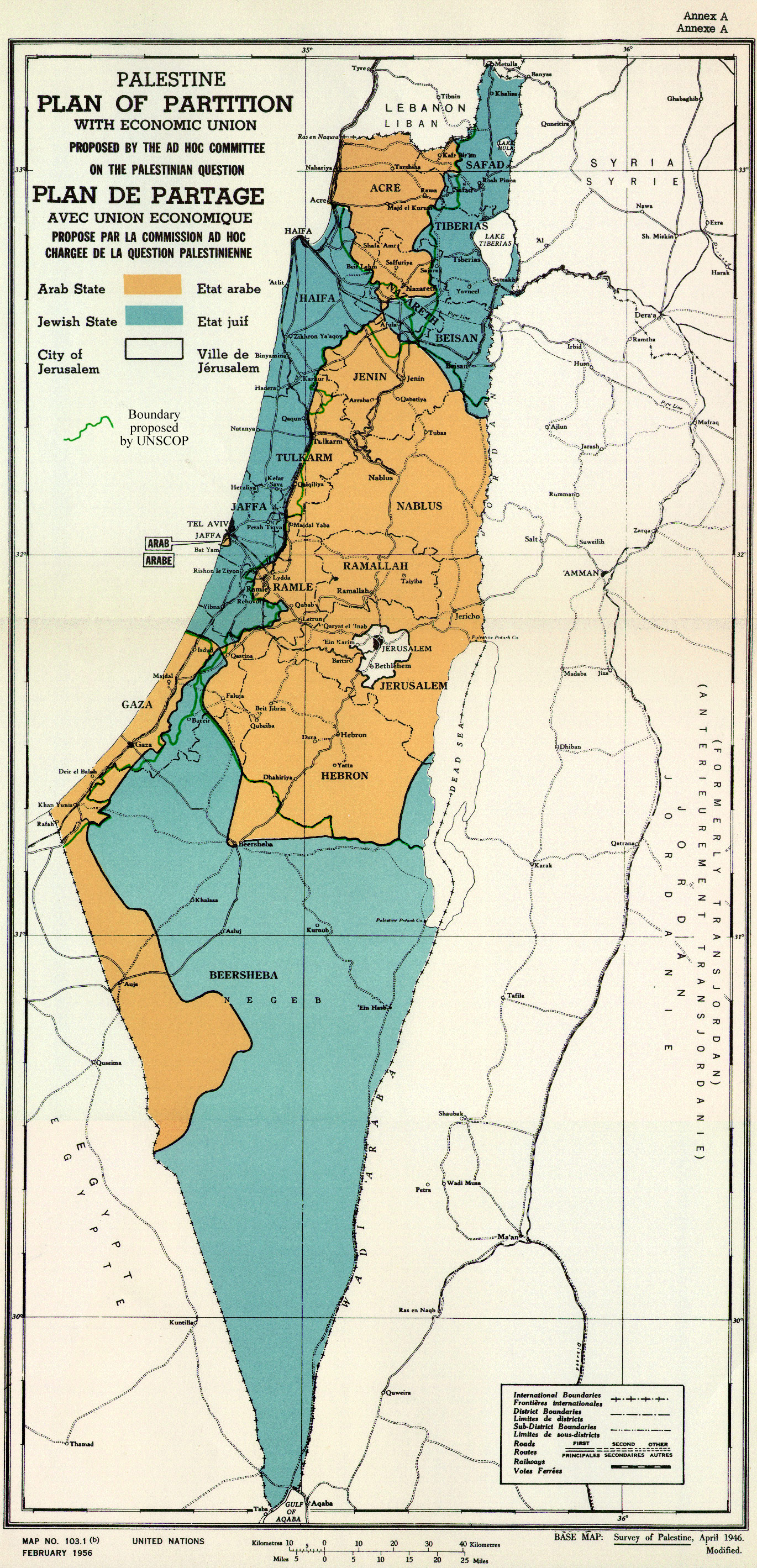
План ООН по розділенню Палестини

Ізраїль та Палестинська автономія офіційно вважають Єрусалим своєю столицею й не визнають таке право за іншою стороною, хоча ізраїльський суверенітет над східною частиною міста не визнаний ні ООН, ні значною частиною міжнародної спільноти, а органи влади Палестинської автономії взагалі ніколи не перебували в Єрусалимі.
Статус Єрусалима — предмет гарячих дискусій. Резолюція Генеральної асамблеї ООН № 181 від 29 листопада 1947, відома за назвою «Резолюція про розділ Палестини», припускала, що міжнародна спільнота візьме під свій контроль майбутнє Єрусалима після закінчення британського мандата (15 травня 1948).
В 1950 році Ізраїль оголосив Єрусалим своєю столицею; всі гілки влади ізраїльського уряду розташовуються в Єрусалимі. У 1950 році, коли місто було поділено між Ізраїлем і Йорданією, цей статус поширювався тільки на західну частину міста.
Після перемоги в Шестиденній Війні 1967 року Ізраїль одержав контроль над всією територією міста, законодавчо відокремив Східний Єрусалим від західного берега річки Йордан й оголосив свій суверенітет над Єрусалимом. Законом про Єрусалим від 30 липня 1980 року Ізраїль оголосив Єрусалим своєю єдиною й неподільною столицею. У Єрусалимі перебувають Кнесет, всі державні й урядові заклади Ізраїлю.
ООН і всі його члени не визнають однобічної анексії Східного Єрусалима. Майже всі держави розміщають свої посольства в районі Великого Тель-Авіва, за винятком Болівії (до 2009) й Парагваю, чиї посольства розташовуються в околицях Єрусалима Мевасерет-Ціон. Конгрес США ще в 2000 році ухвалив рішення щодо переносу посольства в Єрусалим, однак уряд США постійно відкладає виконання рішення.
15 серпня 2006 року уряд Коста-Рики оголосив про перенесення свого посольства з Єрусалима в Тель-Авів, а 25 серпня того ж року — уряд Ель-Сальвадору.
У Східному Єрусалимі розташовуються консульства США й деяких інших країн, що здійснюють контакти з Палестинською автономією.
6 грудня 2017 року Президент США Дональд Трамп офіційно визнав Єрусалим столицею Ізраїлю. Внаслідок рішення Трампа США перенесуть своє посольство з Тель-Авіва до Єрусалима.

## Географія
Єрусалим розташований на південному плато в Юдейських горах. Старе місто розташоване на висоті приблизно 760 м. Єрусалим повністю оточений долинами і сухими руслами річок (ваді). Долини Кідрон, Хінном та Тіропеон перетинаються на ділянці безпосередньо на південь від Старого міста Єрусалима. Долина Кідрон пролягає на схід від Старого міста і відокремлює Олійну гору від міста. Уздовж південного боку Єрусалиму розташована долина Хінном — крута ущелина, у біблійній есхатології асоційована з концептом пекла. Долина Тіропеон починалася на північному сході біля Дамаських воріт, тягнулася на схід через центр Старого міста, розділяла нижню частину на два пагорба — Храмову гору на схід і решту міста на захід. У наші дні долина прихована руїнами, що накопичилися протягом століть. У біблійні часи Єрусалим був оточений лісами з мигдалю, олив і сосен. За століття воєн і занедбаності ці ліси були знищені. Тому фермери єрусалимського регіону побудували вздовж схилів кам'яні тераси, щоб утримати ґрунт.
Постачання води завжди було великою проблемою для Єрусалиму, що підтверджується виявленою в місті мережею древніх акведуків, тунелів, басейнів і цистерн.
Єрусалим розташований в 60 км. на схід від Тель-Авіва і Середземного моря. На протилежному боці міста, на відстані приблизно 35 км., знаходиться Мертве море.
Гора Герцля, на західній стороні міста біля Єрусалимського лісу, виконує роль національного кладовища Ізраїлю.

### Клімат
Місто характеризується середземноморським кліматом з спекотним (але менш, ніж в пустелях), сухим літом і м'якою, вологою (випадає непропорційно велика кількість опадів) зимою. Січень є найхолоднішим місяцем року, з середньою температурою 9,1 °; часом бувають заморозки. Липень і серпень — найспекотніші місяці, з середньою температурою 24,2 °C. Середньорічна кількість опадів близько 550 мм, при цьому дощі трапляються, у основному, тільки в період між жовтнем і травнем; в літні місяці дощів зазвичай не буває. Снігопади рідкісні, великі снігопади — вкрай рідкісні: снігові бурі зазвичай трапляються один або двічі за зиму, а в середньому кожні три-чотири роки місто переживає сильний снігопад з утворенням тимчасового снігового покриву. Середньоденна кількість сонячних годин в Єрусалимі становить 9,3.
| Клімат Єрусалиму                             | Клімат Єрусалиму | Клімат Єрусалиму | Клімат Єрусалиму | Клімат Єрусалиму | Клімат Єрусалиму | Клімат Єрусалиму | Клімат Єрусалиму | Клімат Єрусалиму | Клімат Єрусалиму | Клімат Єрусалиму | Клімат Єрусалиму | Клімат Єрусалиму | Клімат Єрусалиму |
| Показник                                     | Січ.             | Лют.             | Бер.             | Квіт.            | Трав.            | Черв.            | Лип.             | Серп.            | Вер.             | Жовт.            | Лист.            | Груд.            | Рік              |
| Абсолютний максимум, °C                      | 23,4             | 25,3             | 27,6             | 35,3             | 37,2             | 36,8             | 40,6             | 38,6             | 37,8             | 33,8             | 29,4             | 26               | 40,6             |
| Середній максимум, °C                        | 11,8             | 12,6             | 15,4             | 21,5             | 25,3             | 27,6             | 29               | 29,4             | 28,2             | 24,7             | 18,8             | 14               | 21,5             |
| Середня температура, °C                      | 9,8              | 10,5             | 13,1             | 16,8             | 21,0             | 23,3             | 25,1             | 25,0             | 23,6             | 21,1             | 16,3             | 12,1             | 18,1             |
| Середній мінімум, °C                         | 6,4              | 6,4              | 8,4              | 12,6             | 15,7             | 17,8             | 19,4             | 19,5             | 18,6             | 16,6             | 12,3             | 8,4              | 13,5             |
| Абсолютний мінімум, °C                       | −3,4             | −2,4             | −0,3             | 0,8              | 7,6              | 11               | 14,6             | 15,5             | 13,2             | 9,8              | 1,8              | 0,2              | −3,4             |
| Середня кількість сонячних годин на місяць   | 192,9            | 243,6            | 226,3            | 266,6            | 331,7            | 381,0            | 384,4            | 365,8            | 309,0            | 275,9            | 228,0            | 192,2            | 3397,4           |
| Норма опадів, мм                             | 143.4            | 113.3            | 97.9             | 31.5             | 2.0              | 0                | 0                | 0                | 0.2              | 23.6             | 67.8             | 110.3            | 590.0            |
| Днів з опадами                               | 12,9             | 11,7             | 9,6              | 4,4              | 1,3              | 0                | 0                | 0                | 0,3              | 3,6              | 7,3              | 10,9             | 62               |
| Вологість повітря, %                         | 61               | 59               | 52               | 39               | 35               | 37               | 40               | 40               | 40               | 42               | 48               | 56               | 46               |
| -------------------------------------------- | ---------------- | ---------------- | ---------------- | ---------------- | ---------------- | ---------------- | ---------------- | ---------------- | ---------------- | ---------------- | ---------------- | ---------------- | ---------------- |
| Джерело: Israel Meteorological Service, NOAA |                  |                  |                  |                  |                  |                  |                  |                  |                  |                  |                  |                  |                  |

## Населення
На 2010 рік з 780 200 жителів, 65 % — євреї, 32 % — араби, 2 % — християни. 35 % населення це діти у віці до 15 років. Ріст населення становить 1,1 % у рік.
Населення Єрусалима в різні часи:
| рік  | євреї   | мусульмани | християни | всього  |
| ---- | ------- | ---------- | --------- | ------- |
| 1525 | 100     | 18 900     | -         | -       |
| 1538 | 115     | 19 750     | -         | -       |
| 1553 | 163     | 20 850     | -         | -       |
| 1562 | 200     | 21 450     | -         | -       |
| 1844 | 712     | 35 000     | 3 390     | 39 102  |
| 1876 | 1200    | 37 560     | 5 470     | 44230   |
| 1896 | 2811    | 39 760     | 8 750     | 51 320  |
| 1922 | 3400    | 44 400     | 14 700    | 62 500  |
| 1931 | 21 200  | 51 900     | 19 300    | 92 400  |
| 1944 | 57 000  | 59 600     | 29 400    | 146 000 |
| 1948 | -       | -          | -         | 84 000  |
| 2010 | 507 000 | 250 000    | 15 600    | 780 200 |

## Соціокультурний вплив туризму
Єрусалим, як одне з найвідвідуваніших міст світу, відчуває значний вплив туризму на свою соціокультурну сферу. Цей вплив має як позитивні, так і негативні наслідки.

### Негативний вплив
- Комерціалізація культури: деякі релігійні обряди, такі як Стіна Плачу, стають все більш популярними серед туристів, що може призвести до втрати їх автентичності.

У липні 2007 року мусульманський релігійний трест, який керує горою, почав копати траншею довжиною 400 метрів (1300 футів) і глибиною 1,5 метра (4,9 футів)  від північної сторони комплексу Храмової гори до купола Скелі, з метою заміни 40-річних  електричних кабелів у цьому районі. Ізраїльські археологи звинуватили вакф у навмисному акті культурного вандалізму.  Звинувачення у вандалізмі на місці знову спливли в 2018 році та знову в 2022 році.
- Соціальні конфлікти: У деяких випадках туризм може призвести до соціальних конфліктів між єврейськими та арабськими громадами Єрусалима, обумовлених політичними та релігійними розбіжностями. У 2021 році відбулися заворушення в Єрусалимі, що частково були пов'язані з суперечками навколо Храмової гори.[29]
- Втрата автентичності: Деякі магазини та ресторани в Старому місті стають орієнтованими на туристів, що призводить до втрати автентичного характеру міста. Традиційні палестинські ресторани замінюють ресторанами, що пропонують європейську або ізраїльську кухню, адаптовану для смаків туристів.[30]

### Позитивний вплив
Збереження історичної спадщини: відновлення Єврейського кварталу допомогло зберегти цю важливу історичну пам'ятку для єврейського народу. Ворота Хульди, які є частиною Храмової гори, були зруйновані в 1967 році, але потім відновлені в 2019 році.

## Культура та наука

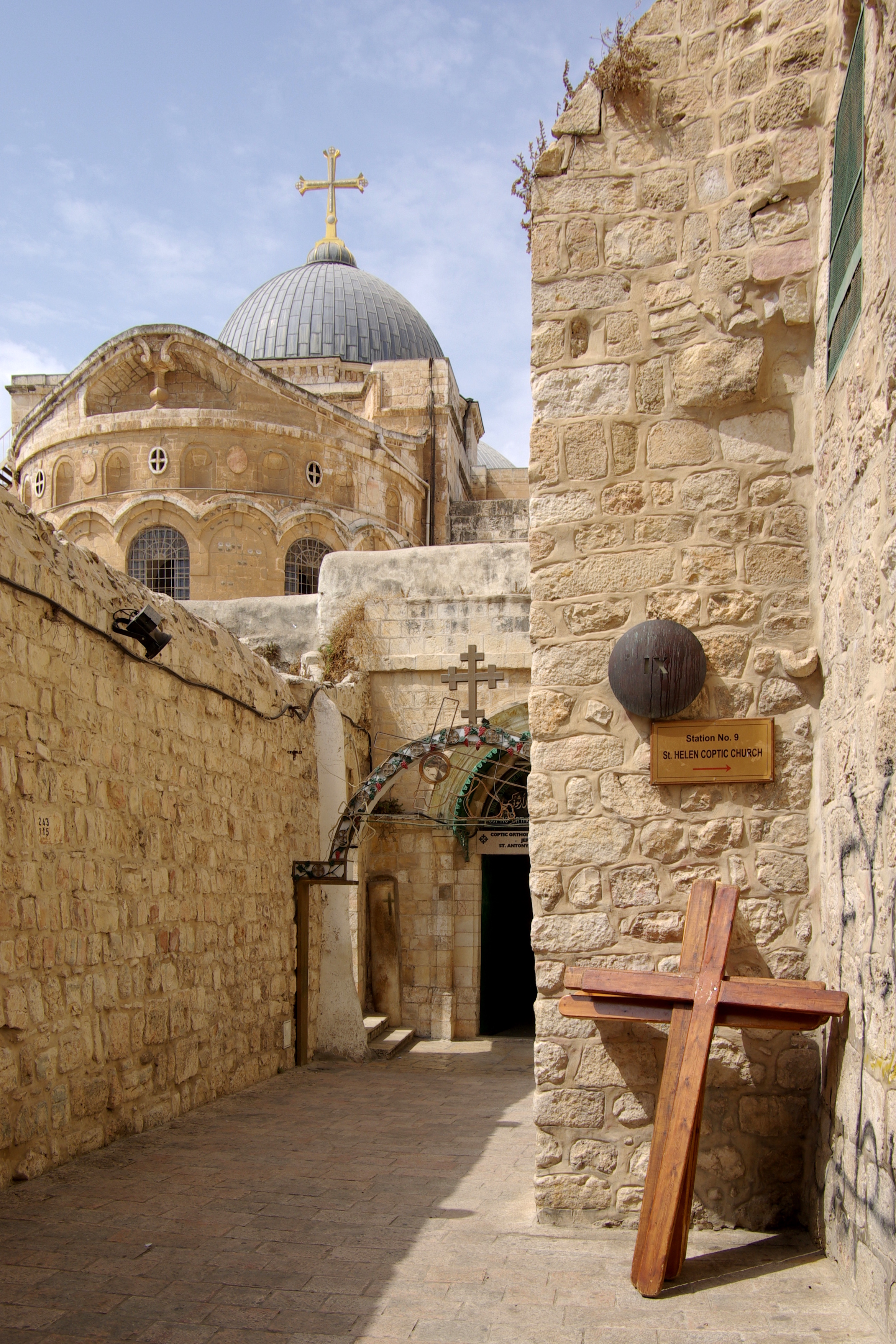
Храм Гробу Господнього

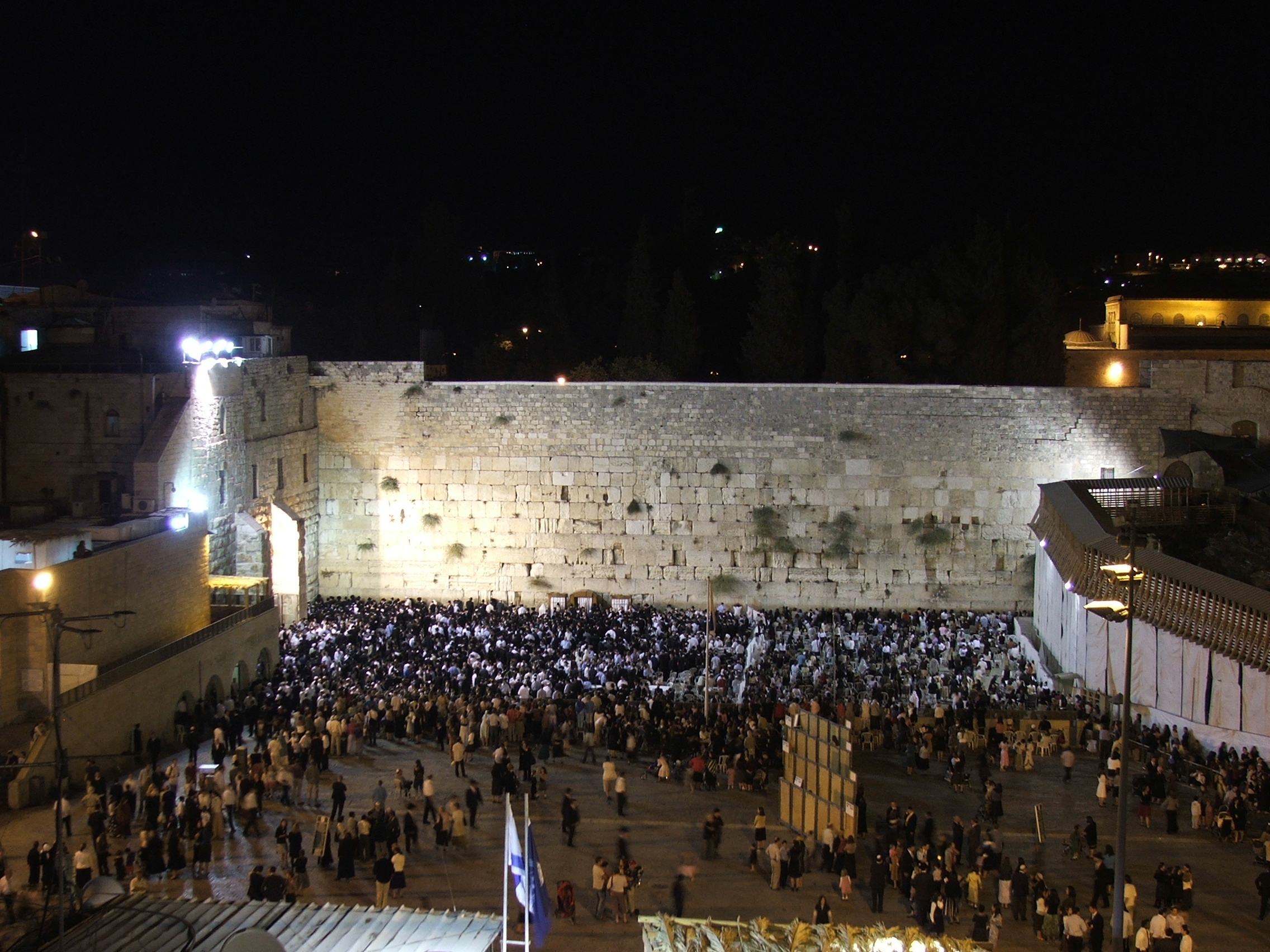
Стіна плачу

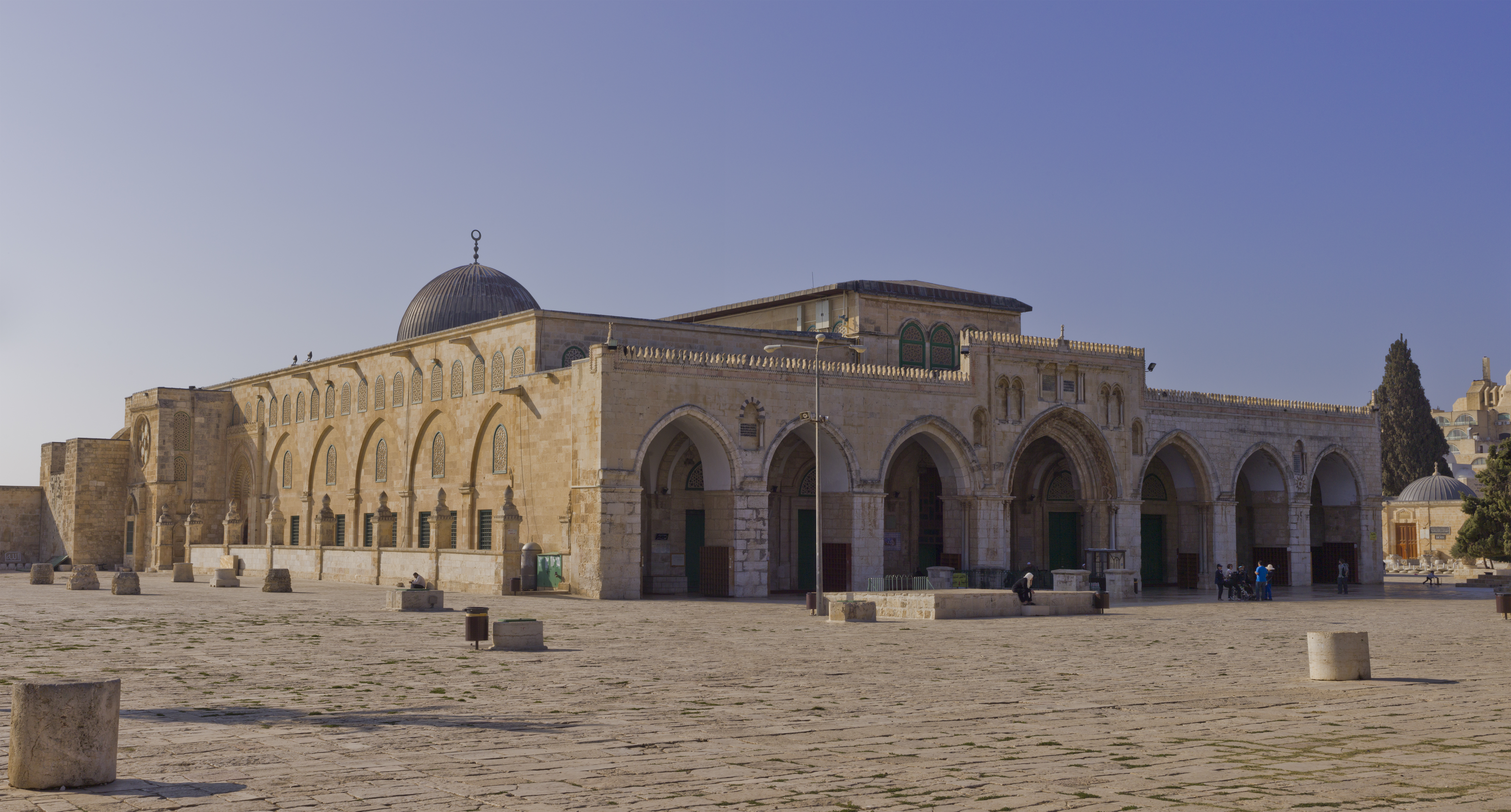
Мечеть аль-Акса, священна для мусульман

До найвідоміших установ освіти міста належить заснований у 1918 році Єврейський університет, заснована у 1959 році Академія наук Ізраїля, Єврейська національна й університетська бібліотека, Національна бібліотека Ізраїлю. У місті знаходяться чисельні релігійні дослідницькі та освітні інституції. До них належать відкриті у 1890 році французькі École Biblique та École Archéologique Française та відкрита 1927 року Папський біблійний інститут та Інститут юдейської релігії (1963).

## Релігія

### Юдаїзм
Єрусалим священне місто юдаїзму впродовж 3 тис. років, християнства — 2 тис. років, ісламу — 1400 років. Статистичний щорічник Єрусалима наводить список 1204 синагог, 150 церков і 73 мечетей, розташованих у місті. Незважаючи на зусилля, спрямовані на забезпечення мирного співіснування релігій, деякі місця поклоніння, наприклад, Храмова гора, були й залишаються джерелом тертя й суперечок.
Єрусалим священний для євреїв, відколи цар Давид проголосив місто своєю столицею в 10 ст. до Різдва Христового. У Єрусалимі були зведені Храм Соломона і Другий Храм. Місто згадується у Біблії 632 рази. Сьогодні Стіна Плачу — залишки стіни, що оточувала Другий Храм — для євреїв є святинею, другою тільки після Святої святих Храмової гори. Синагоги у всьому світі традиційно споруджуються так, щоб свята арка була обернута до Єрусалима, а арки в єрусалимських синагогах обернуті до Святої святих. Як велить Мішна, й як кодифіковано у Шулхан арух, щоденні молитви виголошуються обличчям до Єрусалима й Храмової гори. Багато євреїв мають спеціальну табличку, мізрах, вдома, яка позначає напрямок молитви.

### Християнство
Для християн Єрусалим священний не тільки в зв'язку з історією, записаною у Старому Заповіті, але й тому, що місто пов'язане з життям Ісуса Христа. У Новому Заповіті розповідається про те, що Ісуса принесли в Єрусалим незабаром після його народження. Він повернувся в Єрусалим пізніше й прогнав міняйл із Храму. Верхні покої, де проходила таємна вечеря, розташовані на горі Сіон, у тому ж будинку що й гріб царя Давида. На горі Голгофі Ісуса розп'яли на хресті. Євангеліє від Івана повідомляє, що гора була за межами Єрусалима, але сучасні археологічні знахідки свідчать про те, що Голгофа була неподалік від мурів Старого міста, у межах сучасного Єрусалима(що власне і є за межами міста). За найпопулярнішою з версій на місці Голгофи було зведено Храм Гробу Господнього, до якого приходять християнські паломники впродовж останніх двох тисяч років.

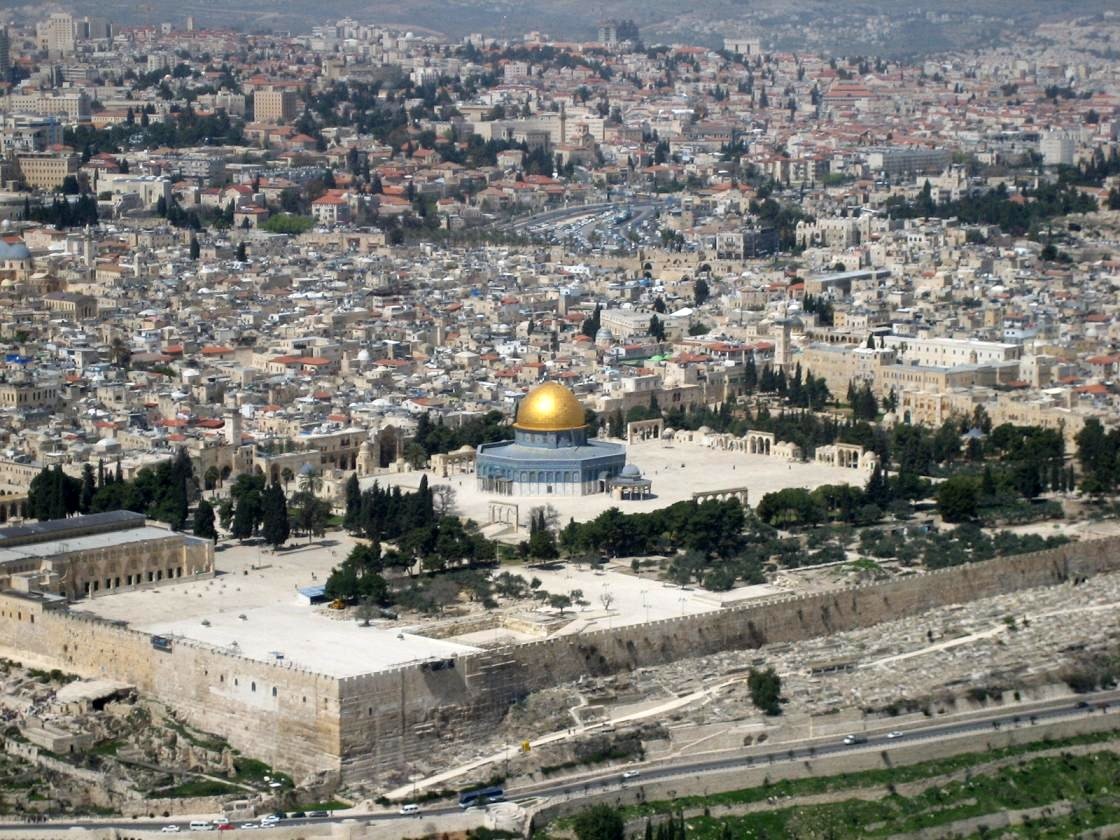
Храмова гора

### Іслам
Єрусалим був центром кібли, напрямку молитви мусульман, приблизно рік, перш ніж вона була перенесена до кааби в Мецці. Однак, найбільше значення для ісламу Єрусалим має тому, що з ним пов'язана ніч сходження пророка Магомета на небеса. Мусульмани вірять, що одної ночі Магомет був чудодійно перенесений з Мекки до Храмової гори в Єрусалимі, звідки він зійшов на небо, щоб зустрітися з попередніми пророками ісламу. Перший вірш сури Корану аль-Ісра повідомляє, що пунктом призначення мандрівки Магомета була найдальша мечеть, і вважається, що вона знаходилася в Єрусалимі. Сьогодні на Храмовій горі розташовані дві ісламські святині, присвячені цій події — мечеть аль-Акса, що означає найдальша, та Купол Скелі, зведений над Каменем основи, з якого Магомет здійнявся в небо.
Єрусалим входить до числа чотирьох святих для євреїв міст (Єрусалим, Хеврон, Тверія і Цфат)

## Старе місто
Історична частина Єрусалима — Старе місто займає площу близько 1 км2. З середини 16 ст. до 1860 р. власне цією територією було ціле місто Єрусалим оточене оборонним муром. Оборонний мур Єрусалима побудований в 1538 р. османським султаном Сулейманом Пишним. Його протяжність становить близько 4,5 км, та він має висоту від 5 до 15 метрів і товщину до 5 метрів. У Старому місті розташовуються ряд святих місць для християн, мусульман та юдеїв: Храмова гора, Стіна Плачу, Храм Гробу Господнього, Купол Скелі та мечеть Аль-Акса. До Старого міста також справедливо відносять і Гору Сіон з Храмом Успіння Пресвятої Богородиці, територія яких не увійшла з фінансових причин при будівництві оборонного муру султаном Сулейманом І Пишним. Старе місто поділяється на чотири квартали, уявні межі яких були впорядковані тільки у XIX столітті: Мусульманський квартал, Християнський квартал, Єврейський квартал та Вірменський квартал. З XII століття, в Старому місті існував також невеличкий Магрибський (Марокканський) квартал, але після його знесення в 1967 році, сьогодні на цьому місці розташована Площа Стіни плачу.

## Галерея

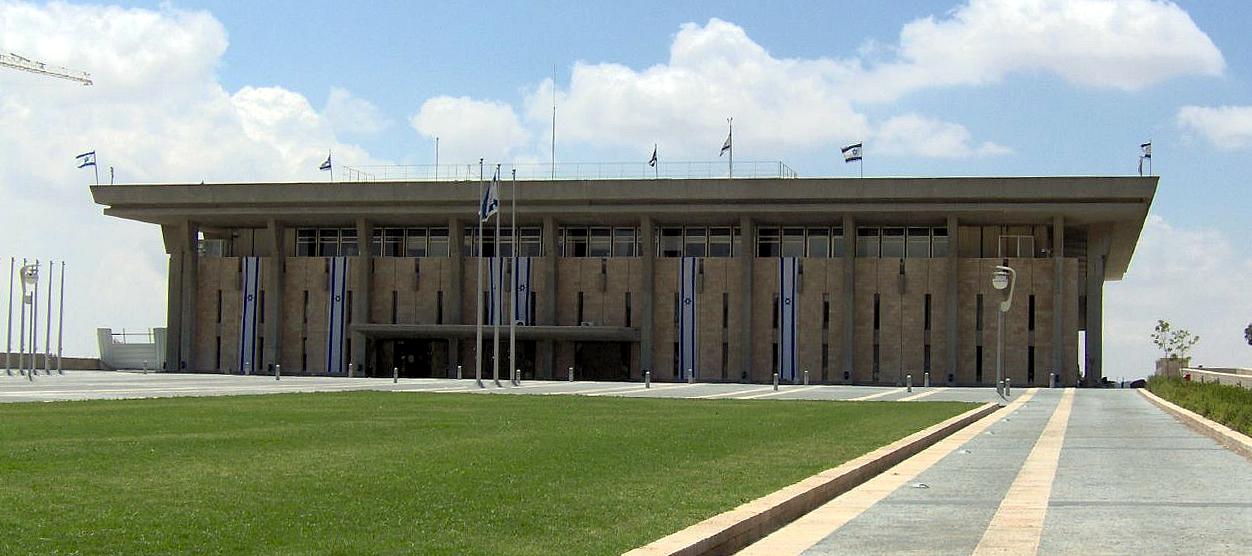
Кнесет
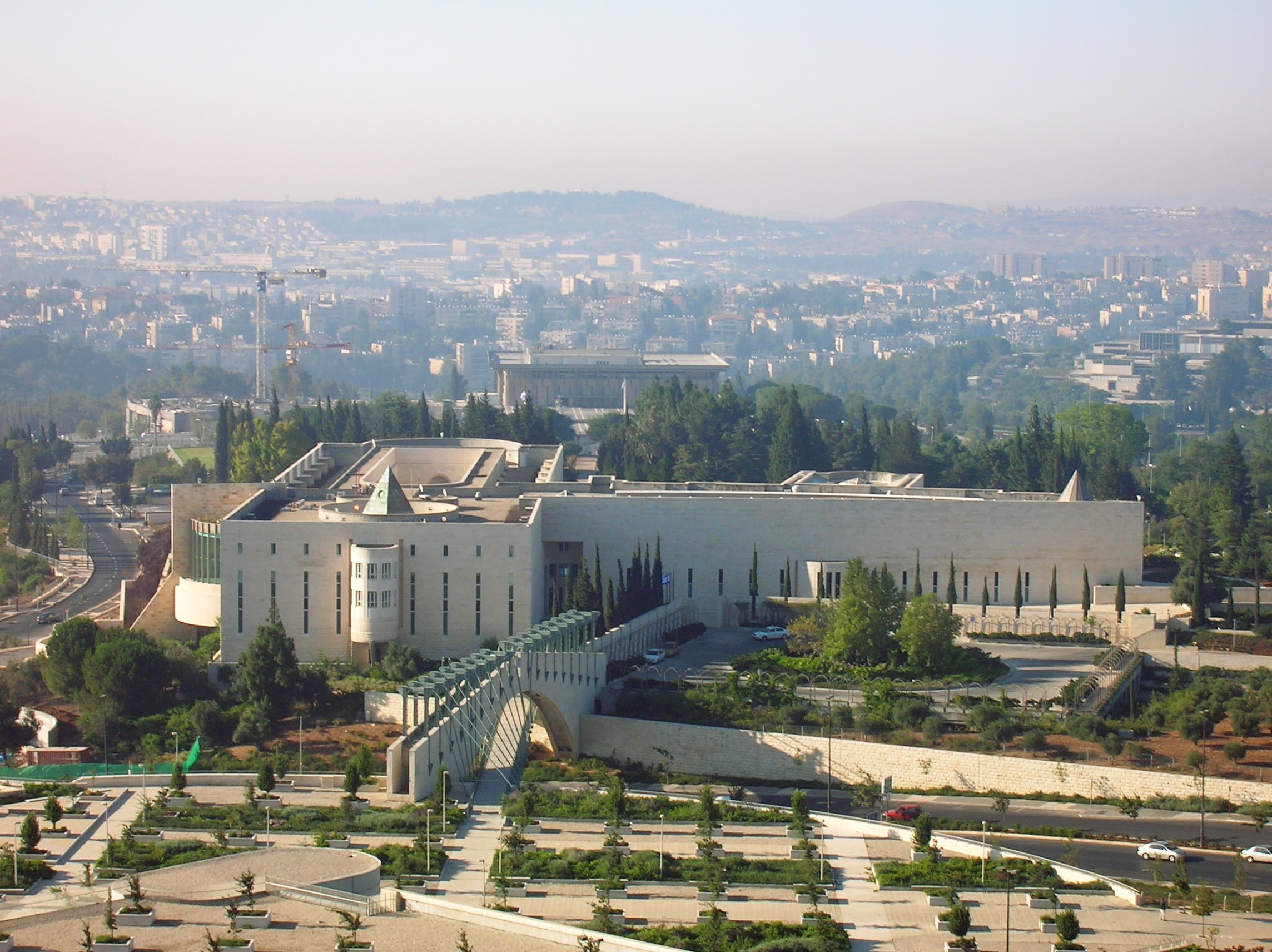
Верховний суд Ізраїлю
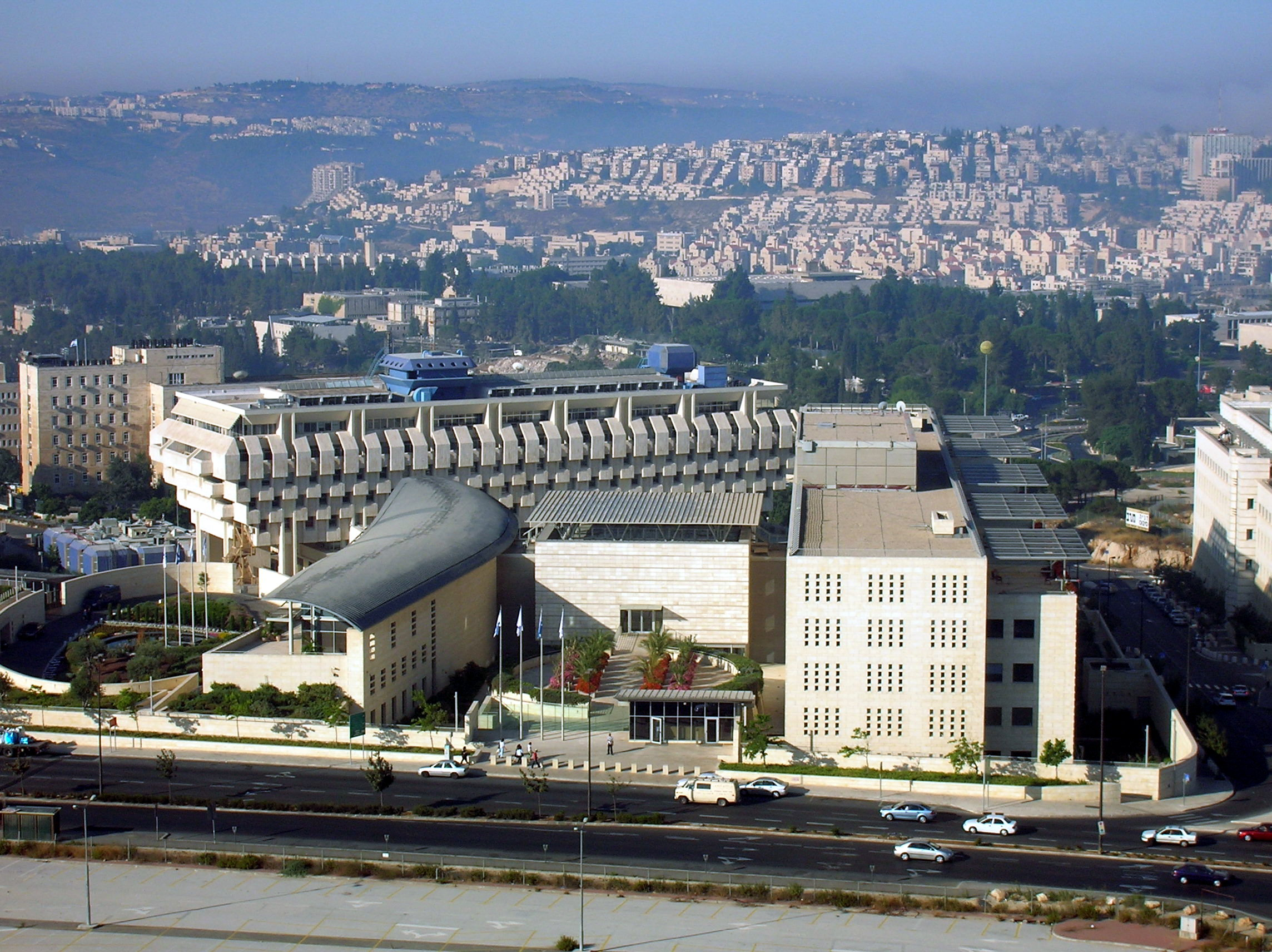
Міністерство закордонних справ Ізраїлю
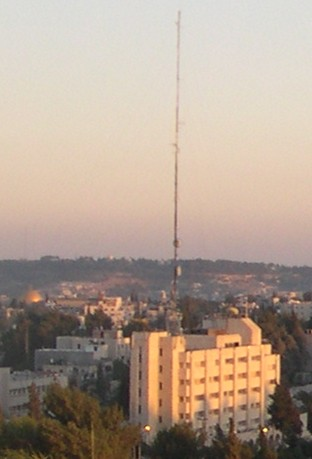
Штаб-квартира Національної поліції Ізраїлю
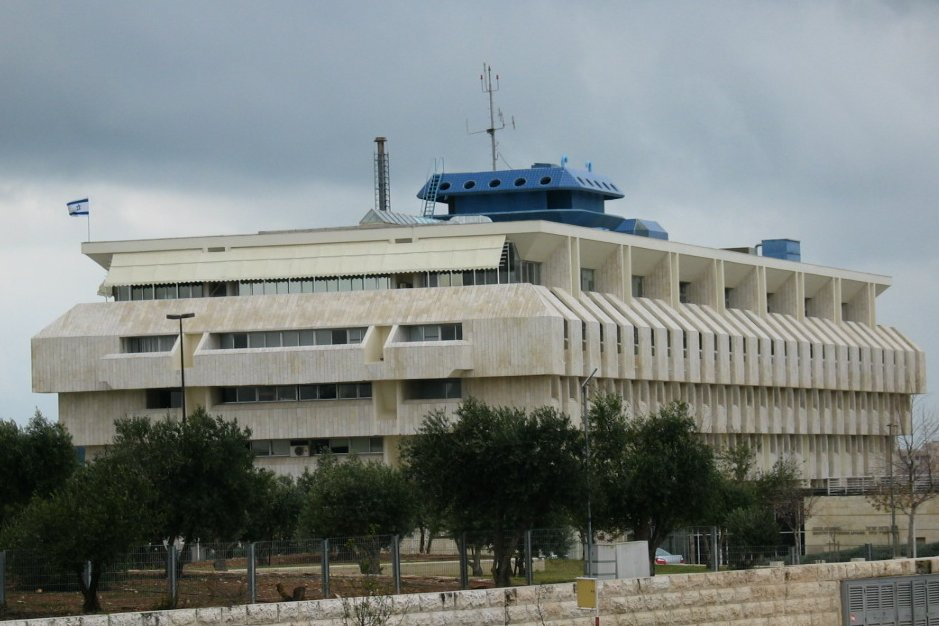
Банк Ізраїлю
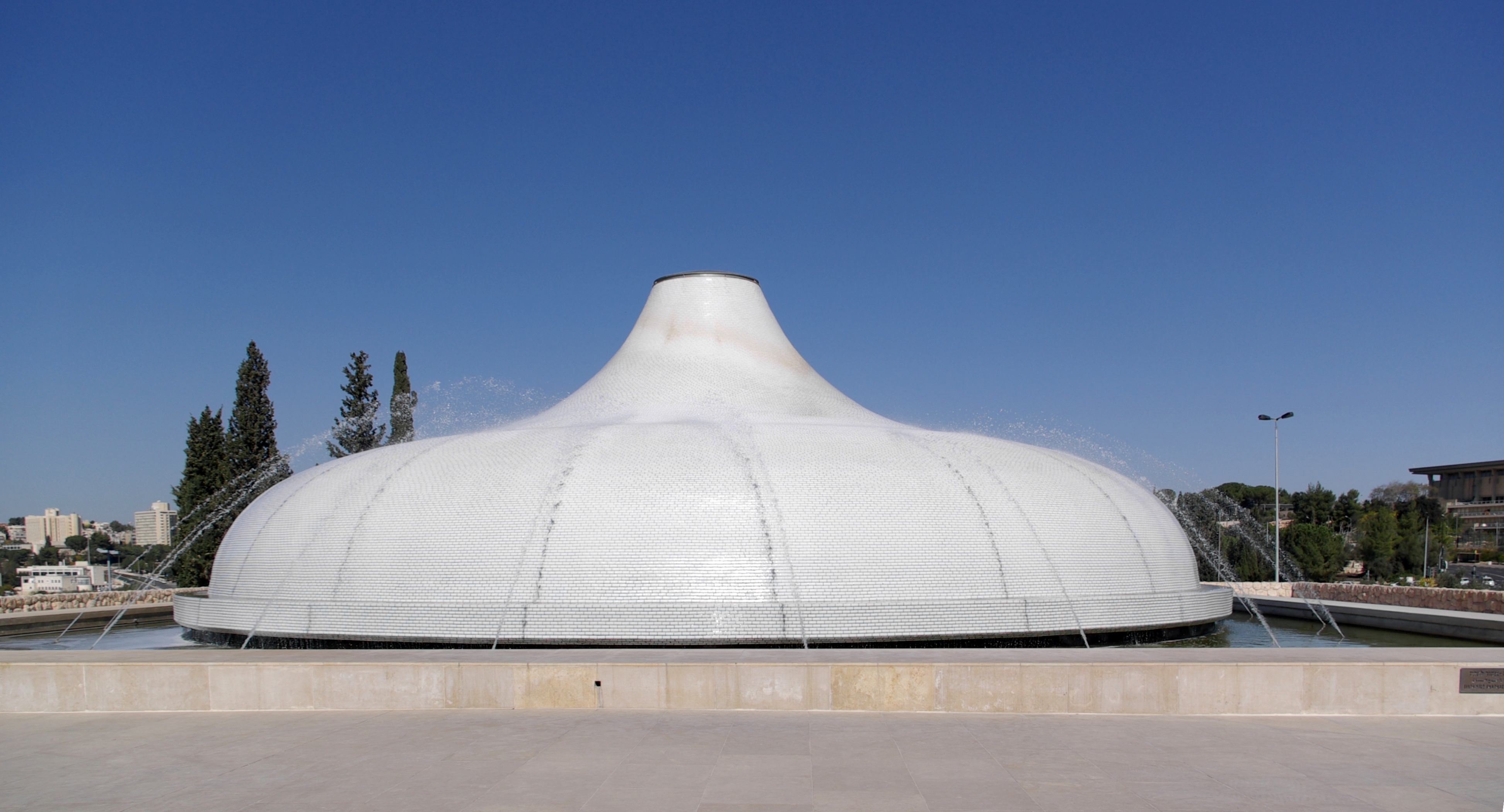
Музей Ізраїлю
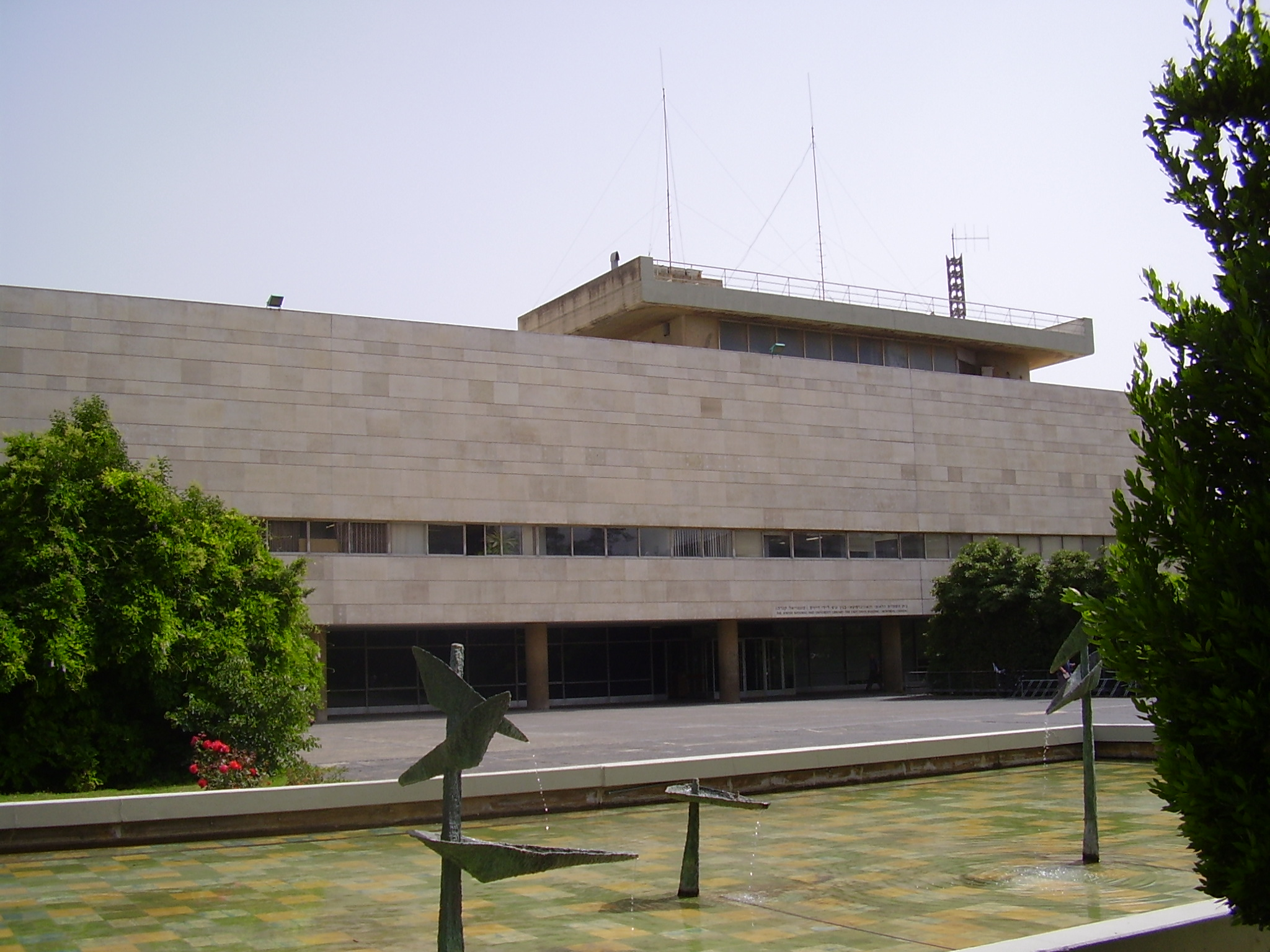
Єврейська національна й університетська бібліотека
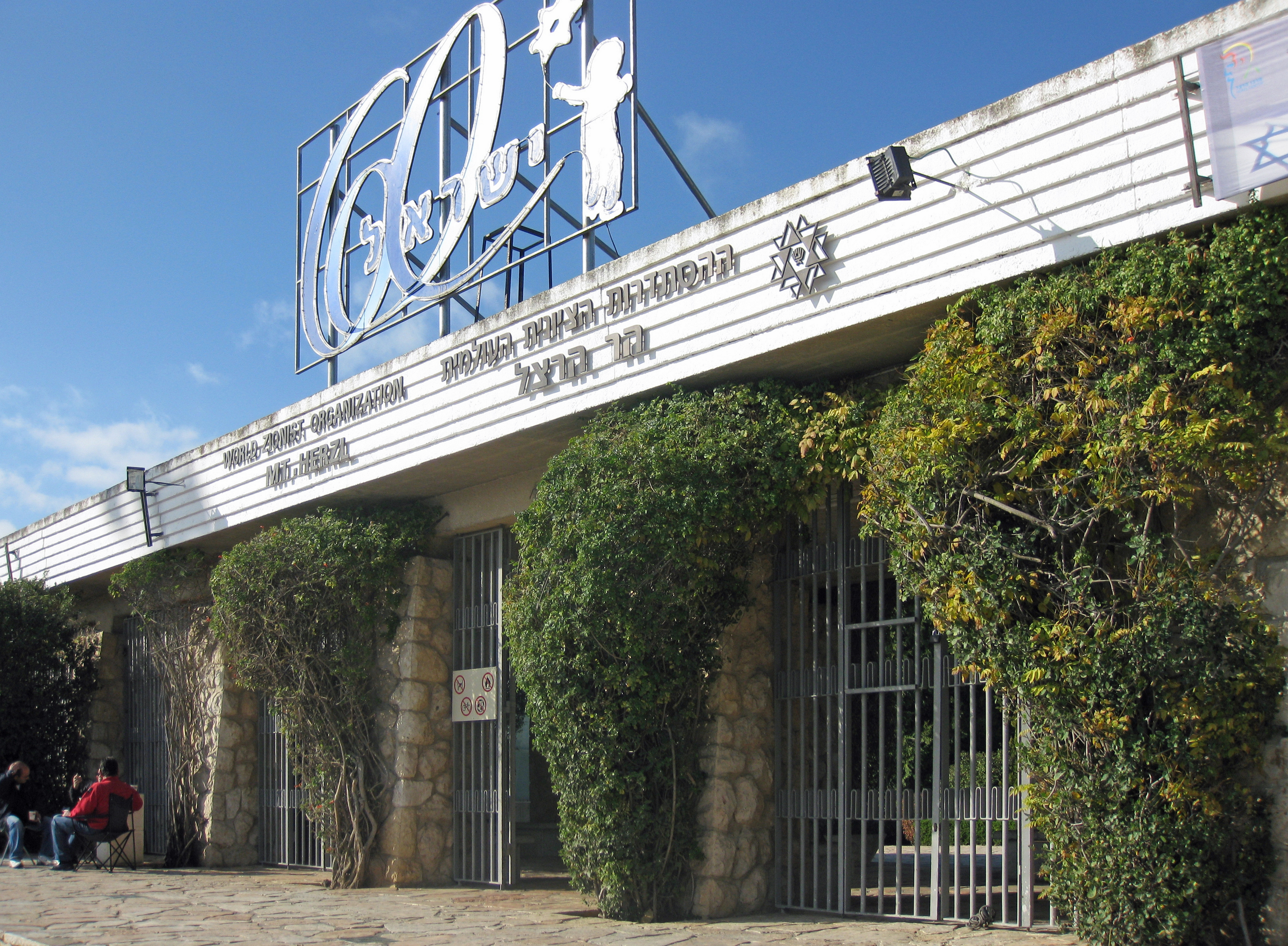
Гора Герцля - національне та воєнне кладовище
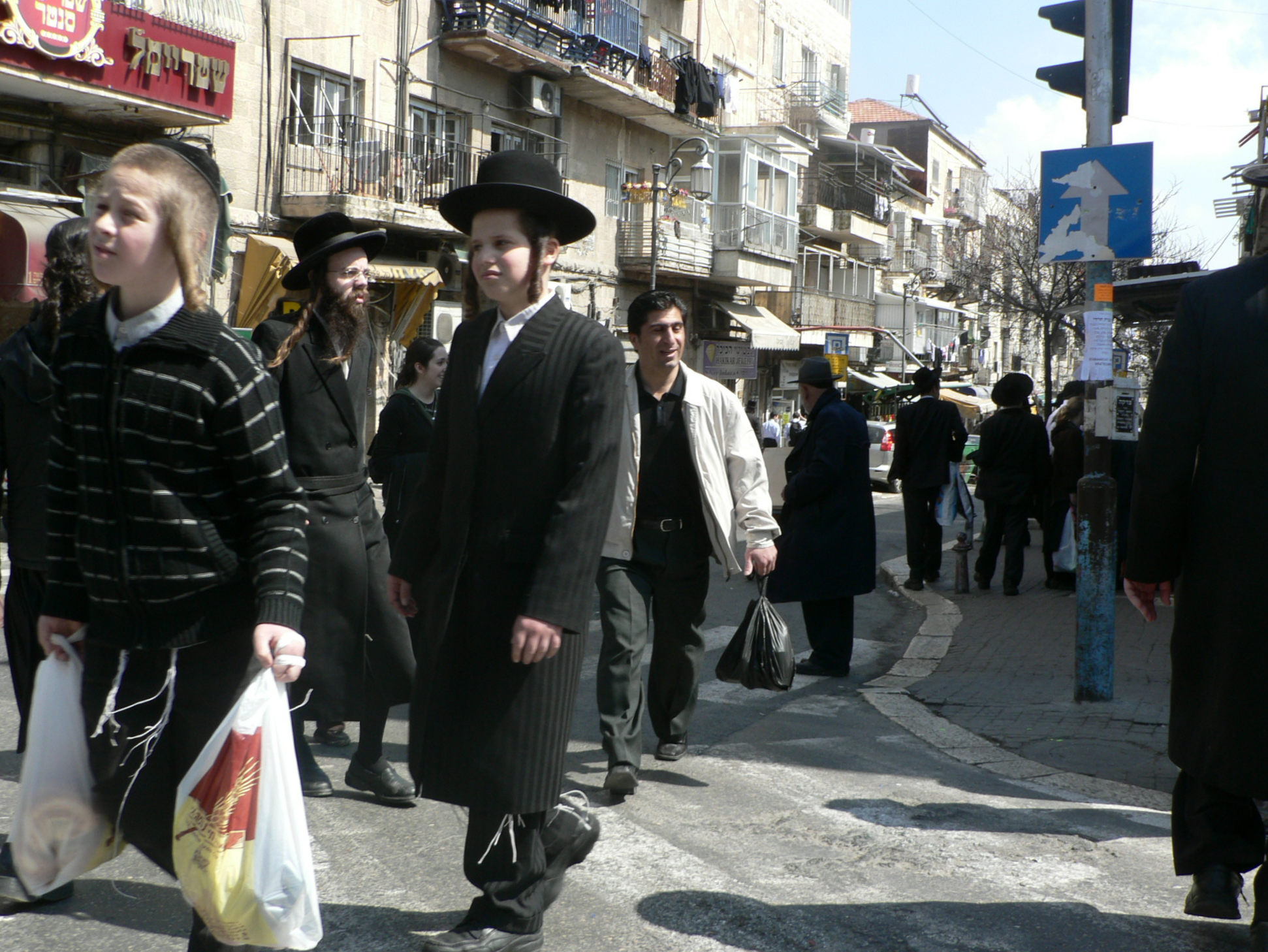
Район Меа Шеарім[ru]
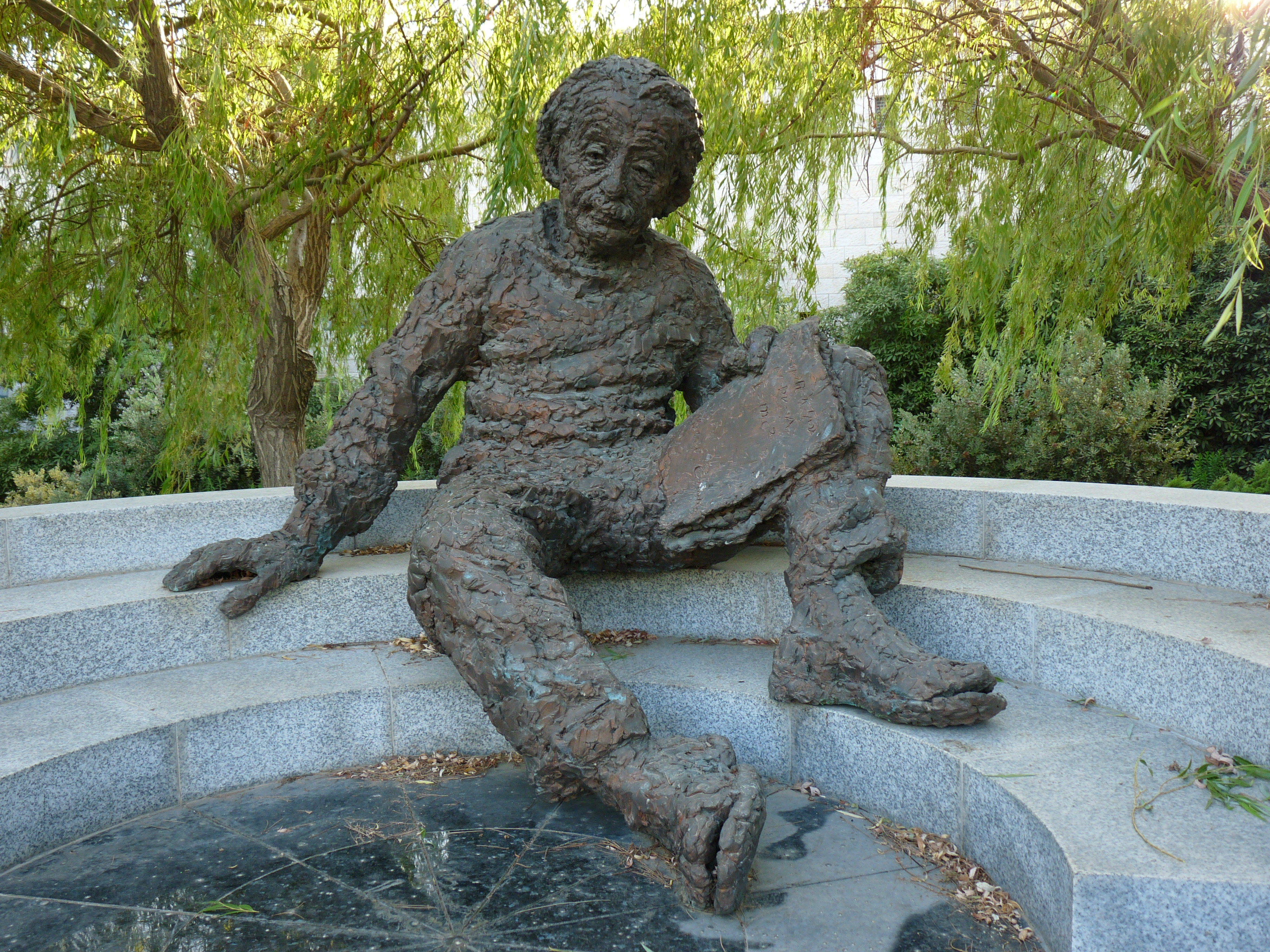
Ізраїльська академія природничих і гуманітарних наук
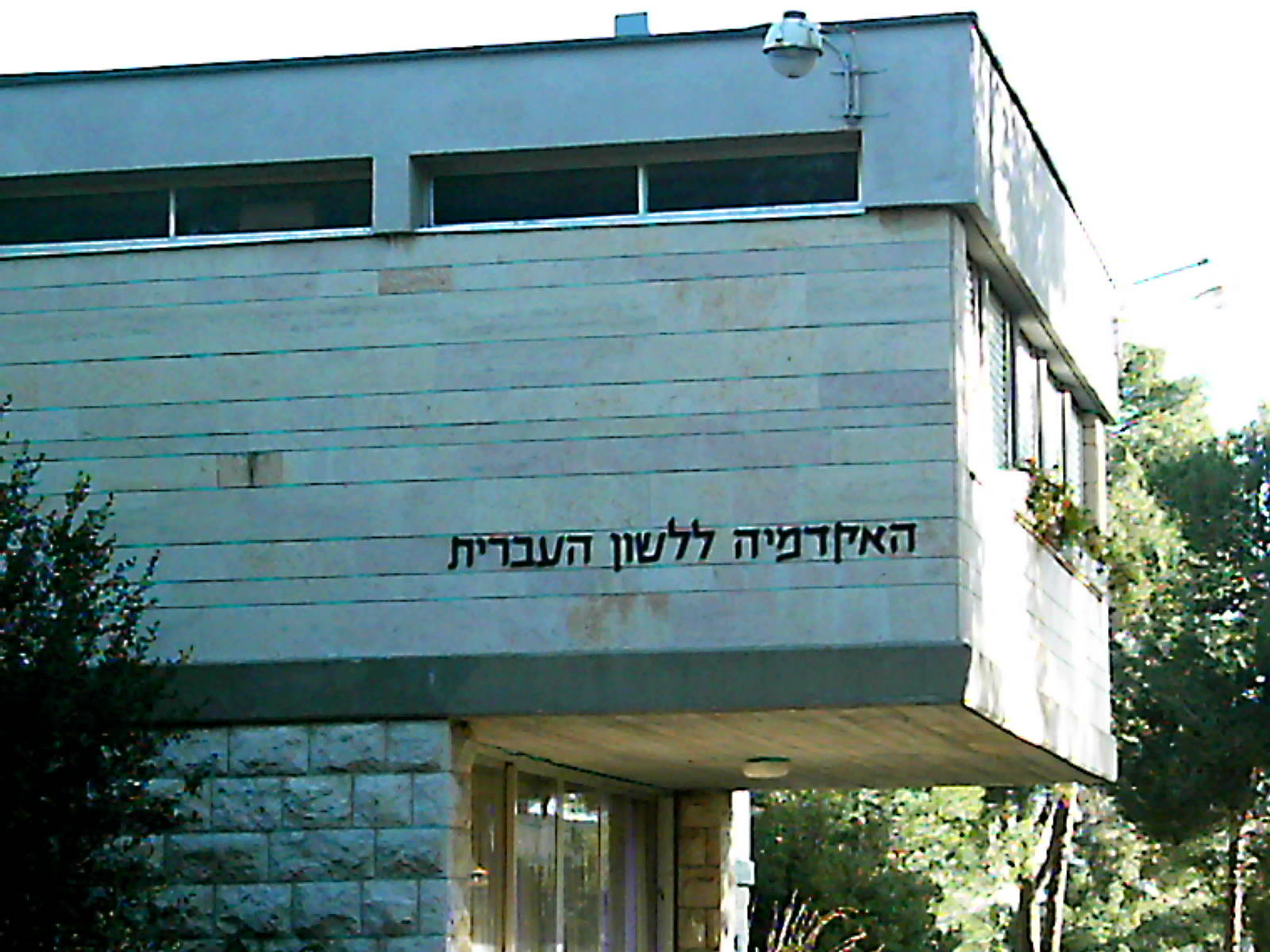
Академія гебрейської мови
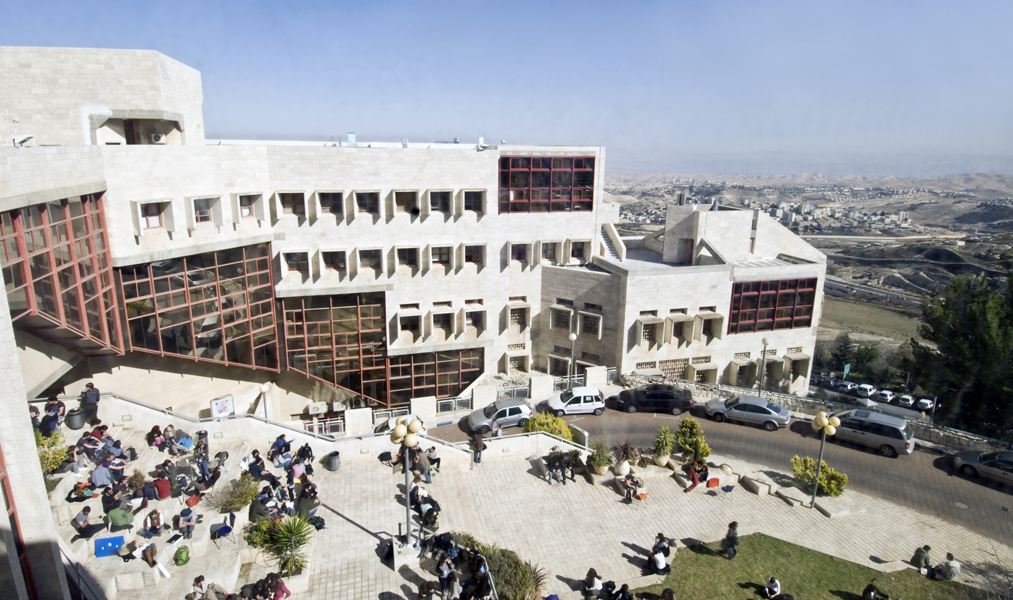
Академія мистецтв і дизайну «Бецалель»
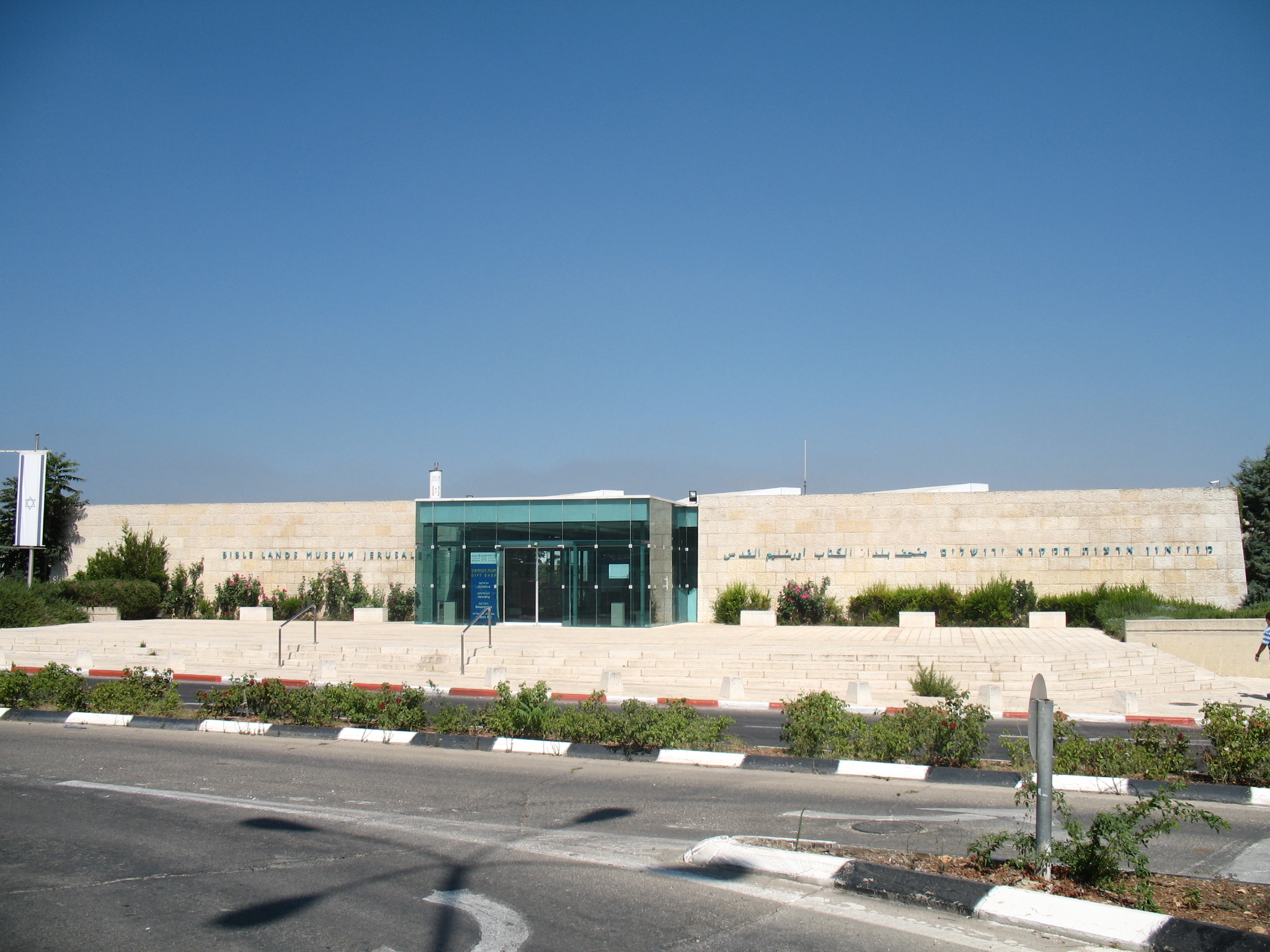
Музей біблійних країн
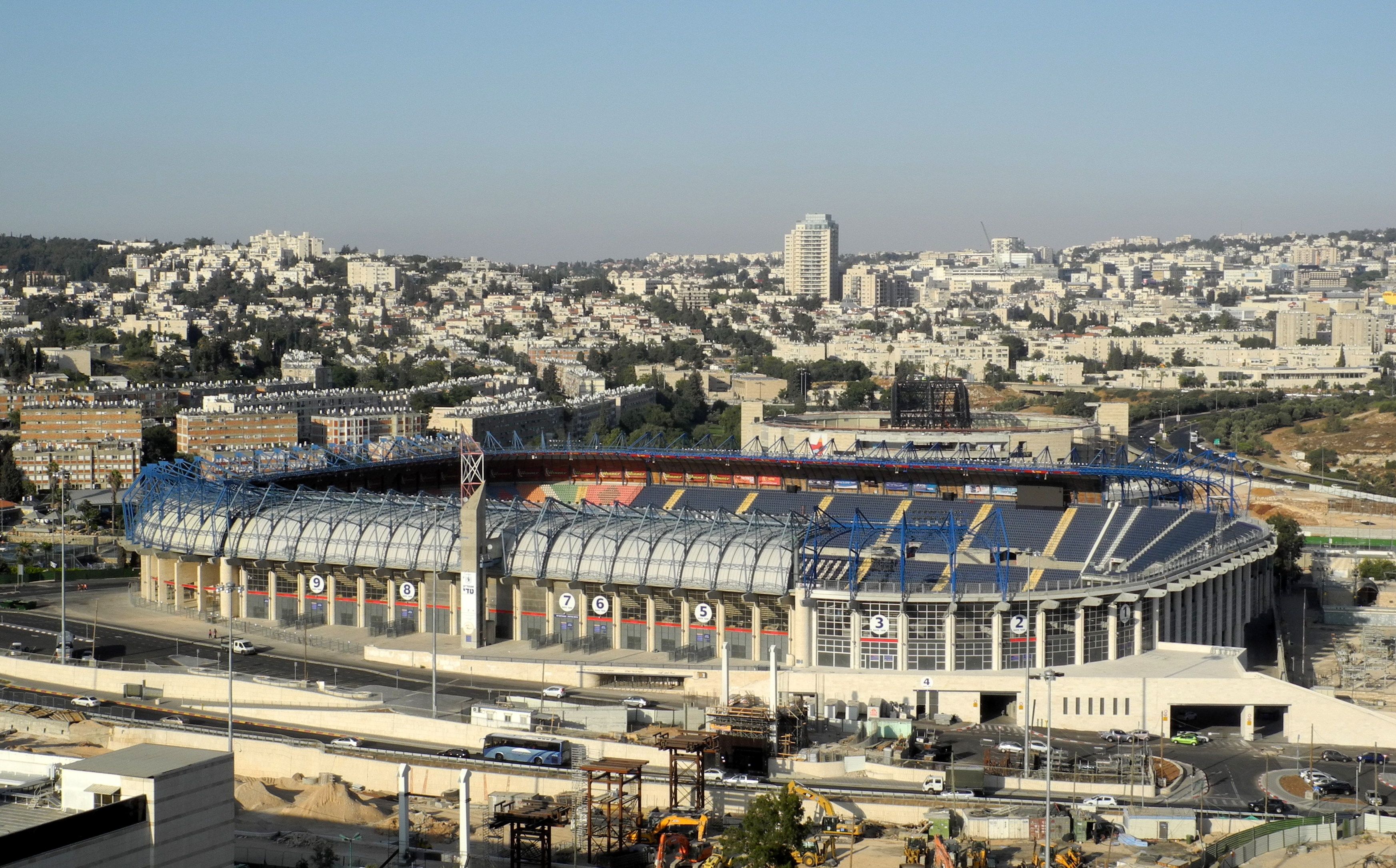
Стадіон Тедді
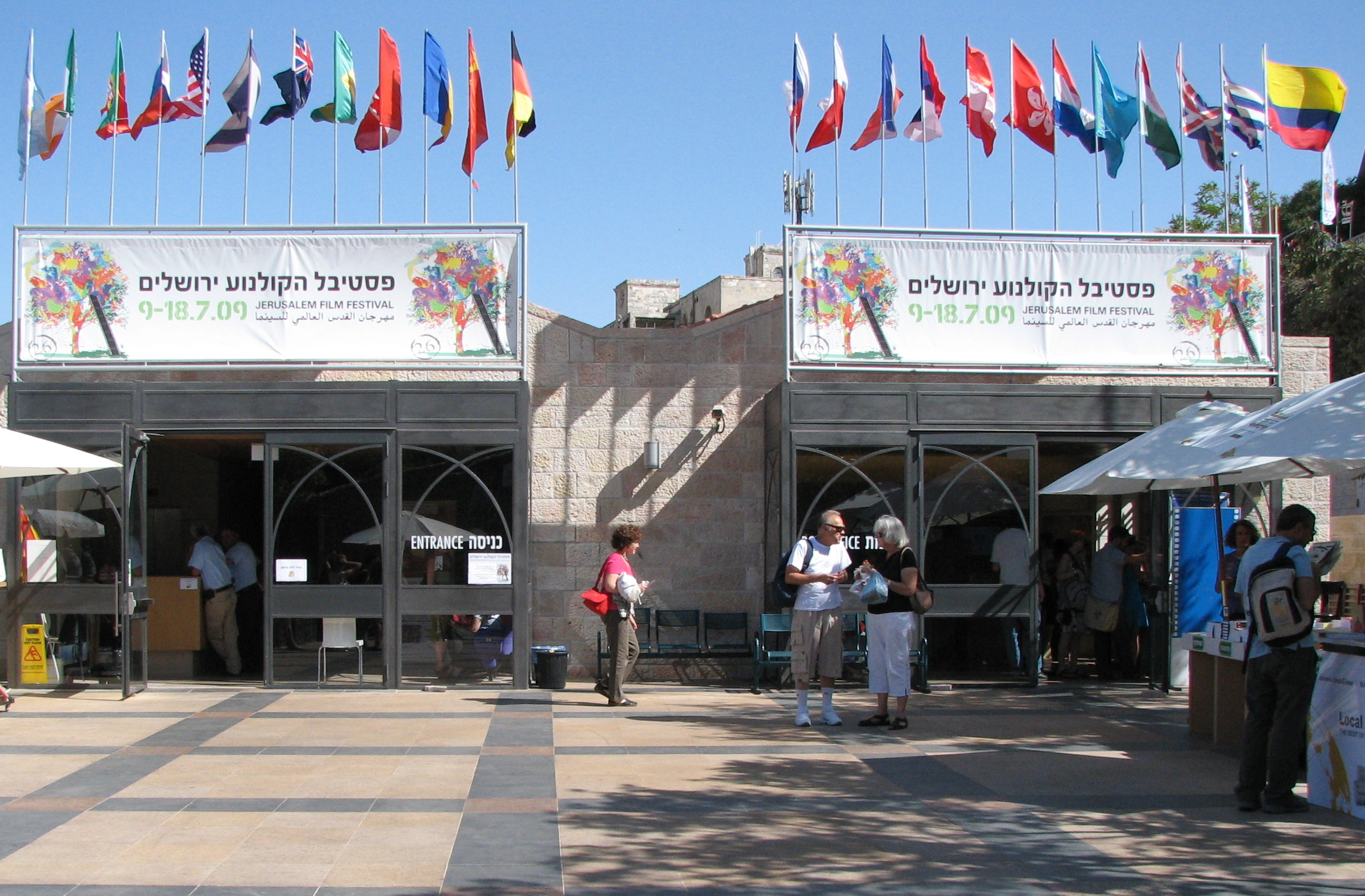
Єрусалим Сінематека
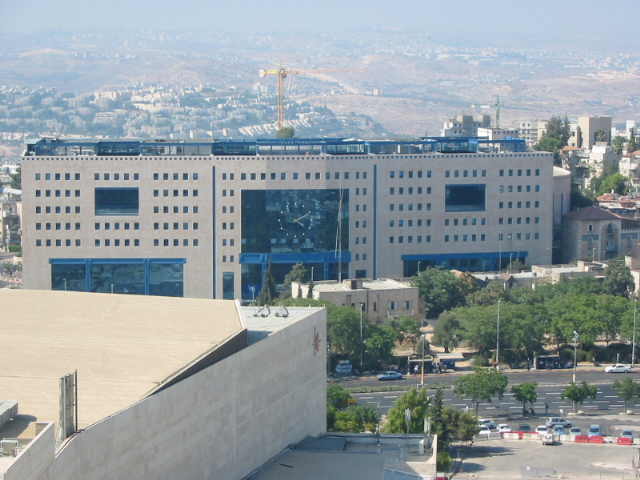
Центральний автовокзал Єрусалиму, одна з найбільших і завантажених станцій в Ізраїлі
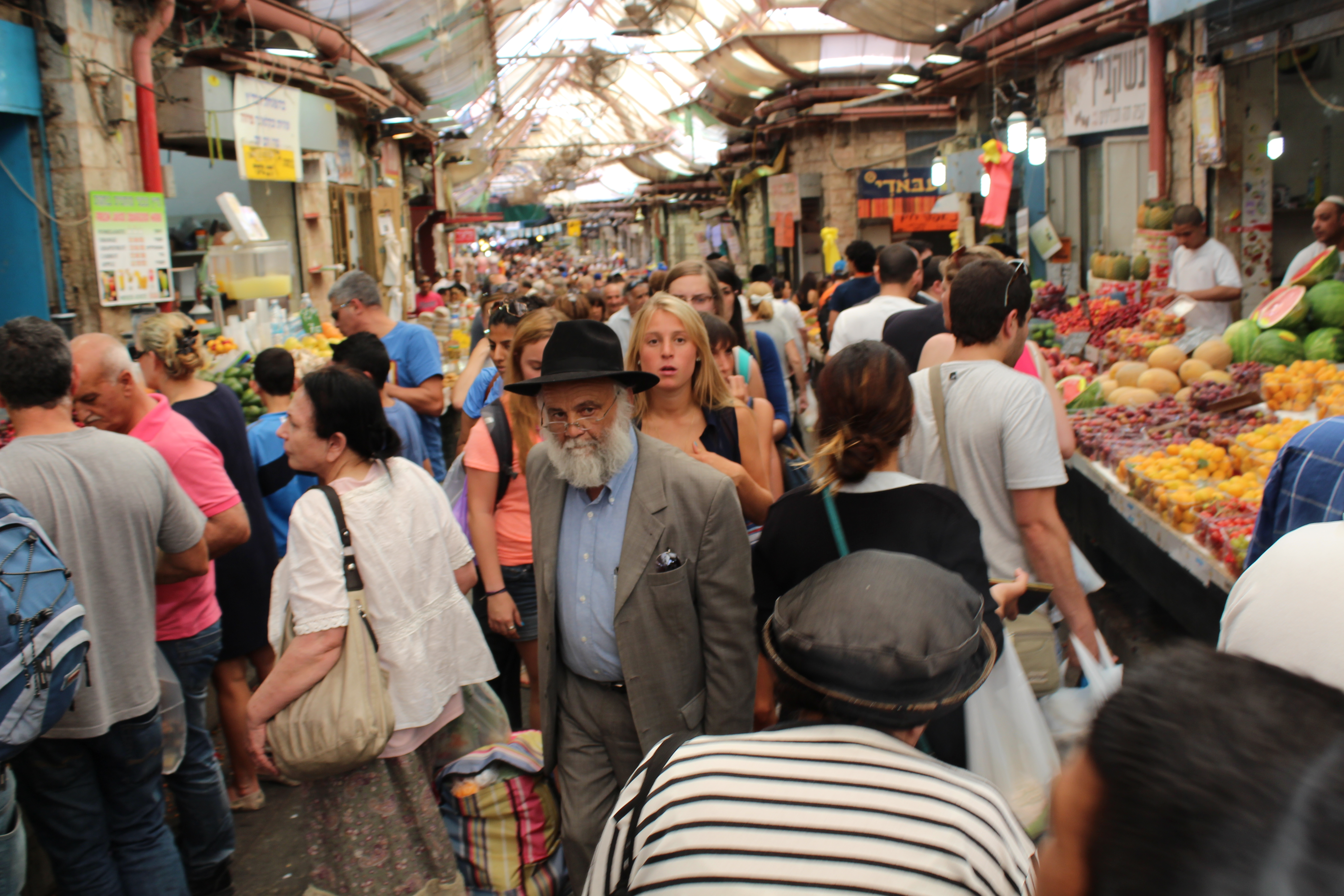
Ринок Махане Єгуда[ru]
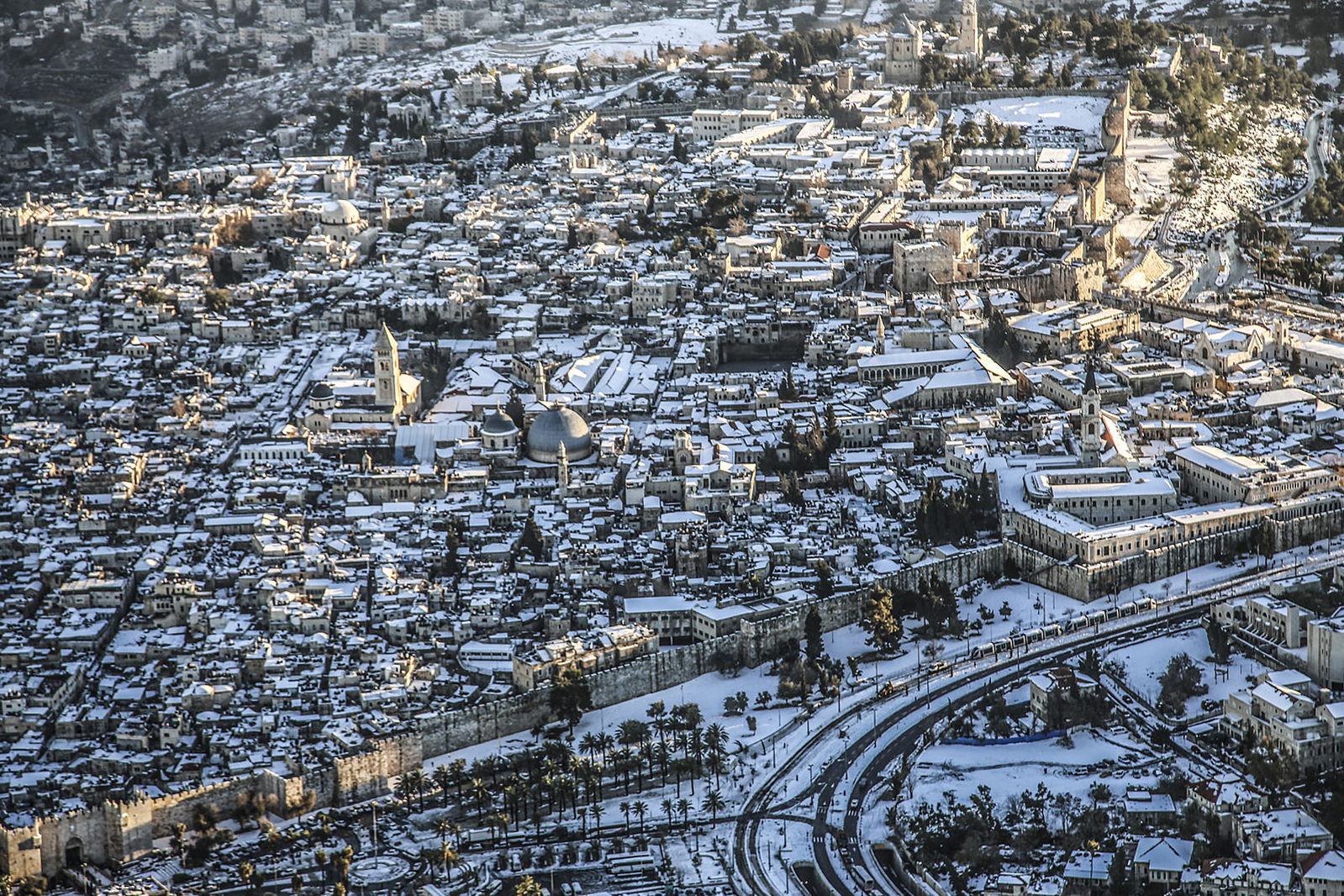
Єрусалим покритий снігом
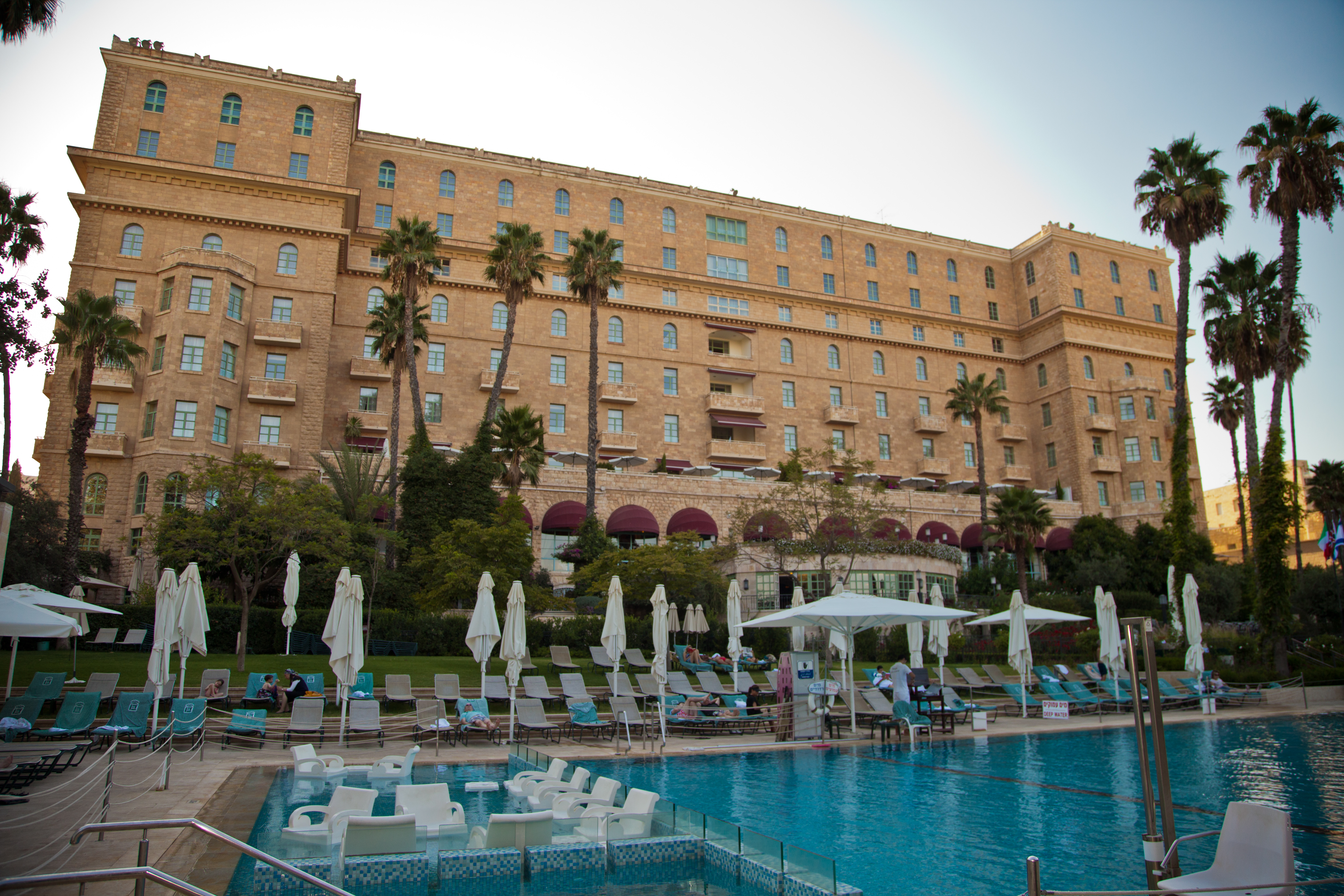
Готель «Цар Давид»
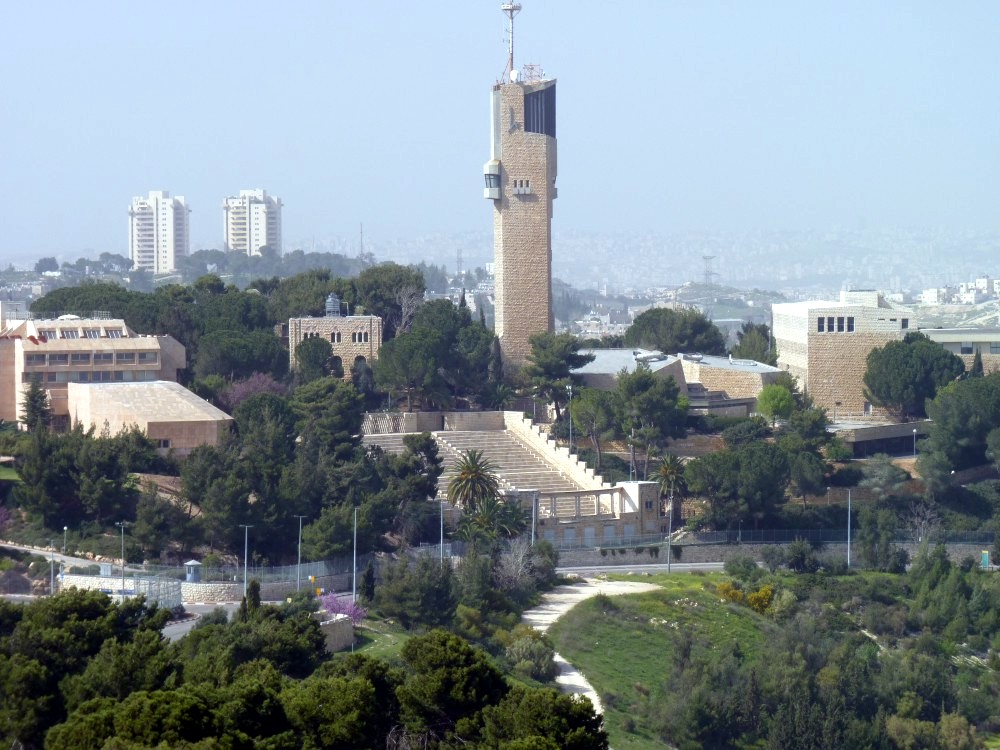
Єврейський університет

## Міста-побратими
- Нью-Йорк, США[52]
- Прага, Чехія[53]
- Аябе, Японія[54]

### Партнери
- Марсель, Франція

### Монографії, статті
- Asali, K. J. Jerusalem in History. Scorpion Publishing, 1989.
- Ben-Dov, M. Historical Atlas of Jerusalem. Continuum International Publishing Group, 2002.
- Cline, E. Jerusalem Besieged: From Ancient Canaan to Modern Israel. Ann Arbor: University of Michigan Press, 2004.
- Sebag Montefiore, S. Jerusalem: The Biography. London: Weidenfeld and Nicolson, 2011.
- Иерусалим и окрестности. Иерусалим, 1991.
- Окно в мир: Иерусалим. Москва, 1997.
- Иерусалим в веках. Ч. 7. Иерусалим под властью Айюбидов и Мамлюков/ Й. Дрори. — Тель-Авив: Изд-во Открытого ун-та, 1998. — 180 с.

### Довідники
- Єрусалим [Архівовано 22 квітня 2021 у Wayback Machine.] // Енциклопедичний словник-довідник з туризму / В. А. Смолій, В. К. Федорченко, В. І. Цибух. Передмова В. М. Литвина. — К.: Видавничий Дім «Слово», 2006. — 372 с. — ISBN 966-8407-55-5
- Єрусалим [Архівовано 18 листопада 2016 у Wayback Machine.] // УРЕ